# Бертильонаж

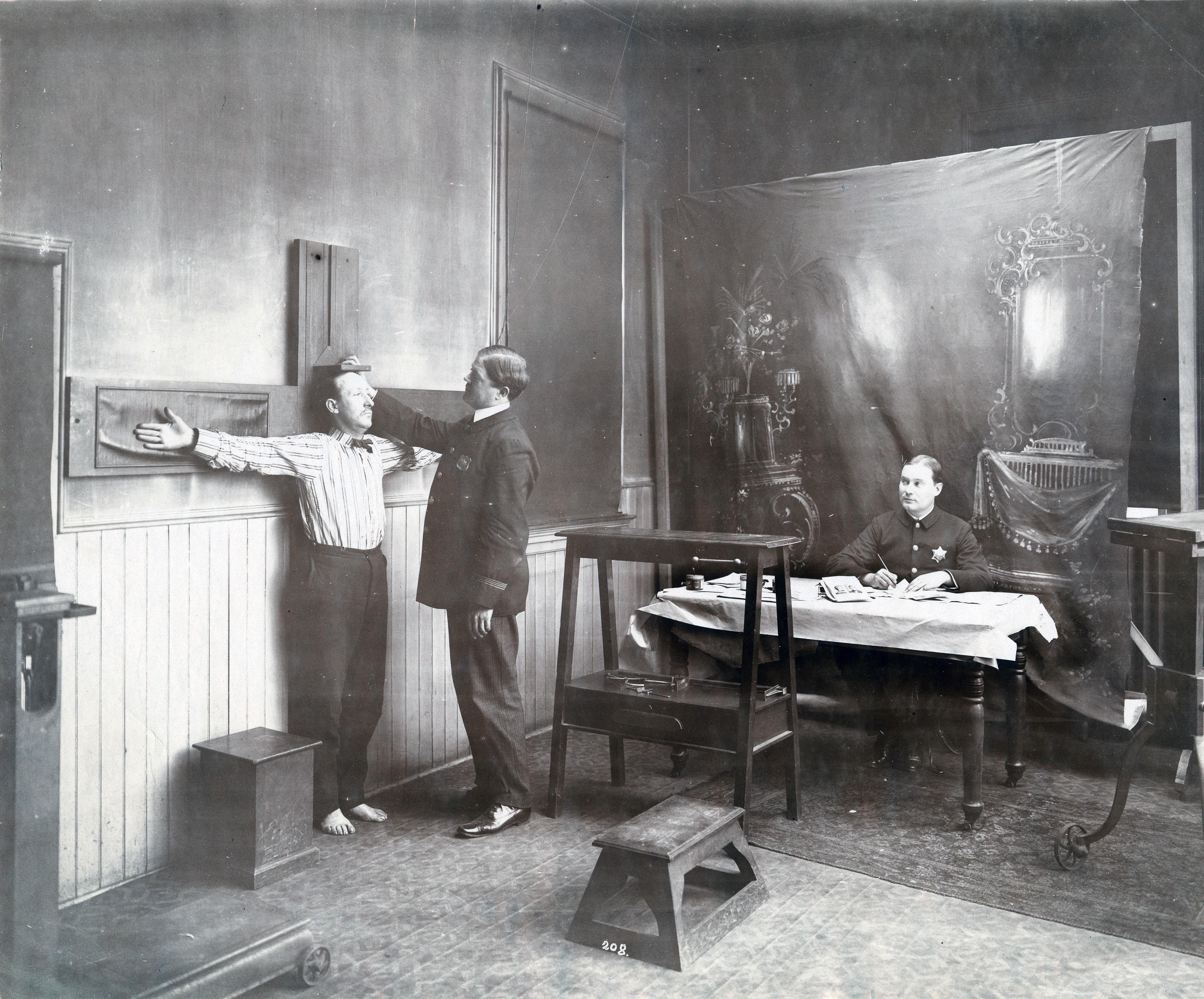
Бертильонаж. Постановочное фото, сделанное на Всемирной выставке 1904 года, посвящённое достижениям науки в сфере криминалистики

Бертильона́ж — система учёта и идентификации преступников по их антропометрическим данным; получила название по имени её изобретателя, — французского юриста и изобретателя Альфонса Бертильона. Применялась в криминалистике, вытеснена дактилоскопией.

## История

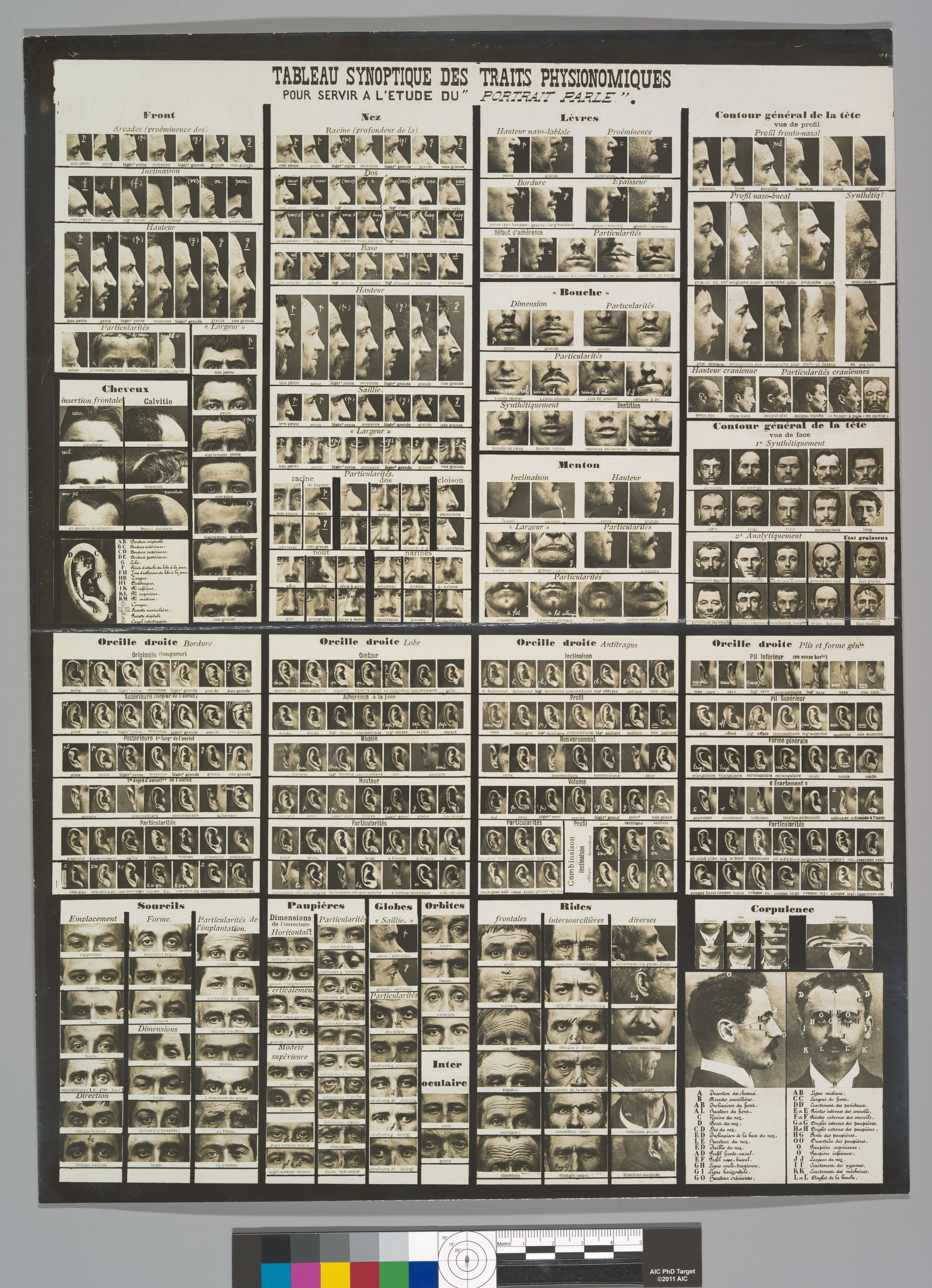
«Синоптическая таблица» применявшаяся для бертильонажа и описания внешности в ориентировках и полицейской документации

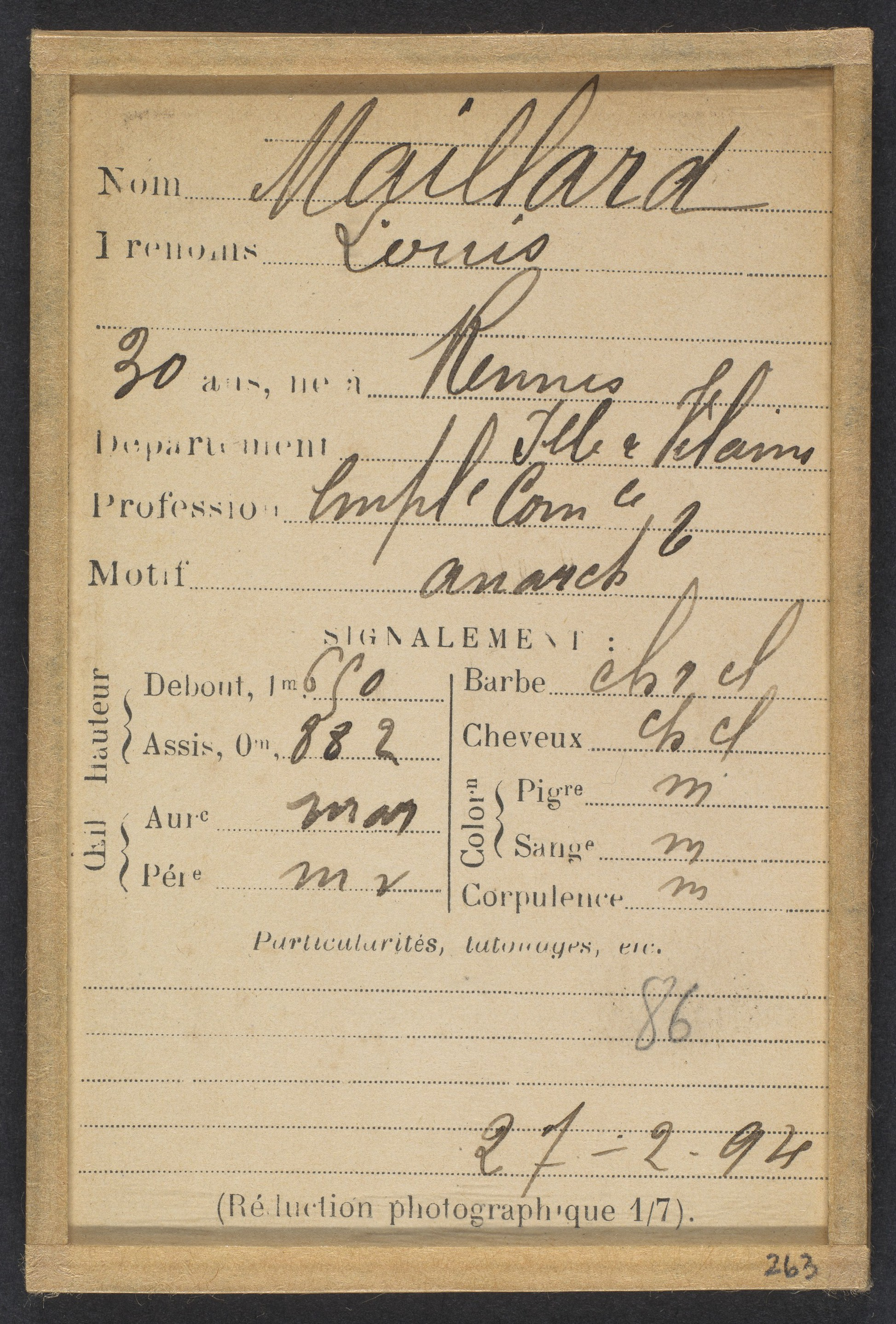
Карточка оперативного учёта задержанного подозреваемого с данными бертильонажа посередине

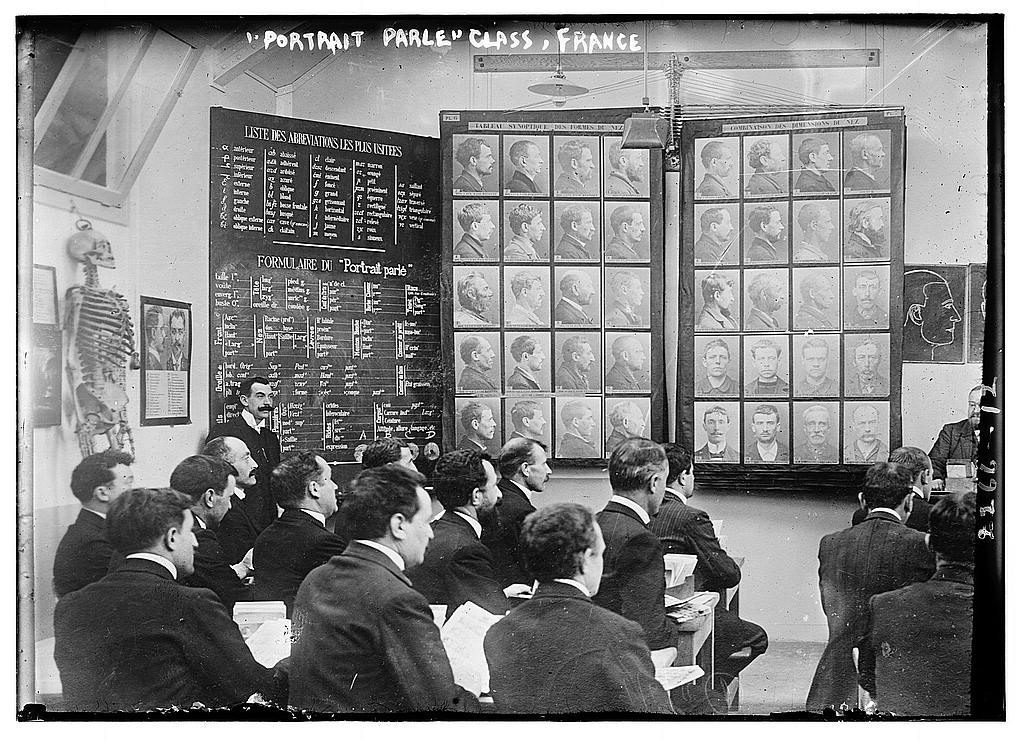
Лекция по бертильонажу в Париже в 1910-е годы

Префект парижской полиции Жан Камекасс, недавно назначенный на свой пост, дал Альфонсу Бертильону 3 месяца на внедрение своего метода. Фактически, уже подвергнутый бертильонажу преступник, должен был успеть отбыть срок тюремного заключения и вновь попасть в руки правосудия за новое преступление. И такой преступник нашёлся: 20 февраля 1883 года, когда в картотеке Бертильона насчитывалось 1800 карточек: 
...в конце рабочего дня Альфонс Бертильон сам обмерял заключенного, который назвался Дюпоном. Заключенный был последним и шестым Дюпоном за этот день. С давних пор фамилия Дюпон служила любимым псевдонимом для не слишком богатых фантазией уголовников. Получив первые цифры обмеров, Альфонс почувствовал, как у него холодеет внутри от ощущения победы. Он явно уже видел этот набор цифр раньше. Карточки картотеки были
настолько толково систематизированы, что Бертильону потребовались секунды для нахождения нужного описания. Так и есть! Перед ним стоял никакой не Дюпон, а Мартин, арестованный 15 декабря 1882 года за кражу пустых бутылок.
Это произошло за несколько дней до окончания испытательного срока, назначенного префектом. После массового освещения дела Мартина-Дюпона в газетах, а также системы Бертильона, его раскрывшей, данной методе был дан официальный старт на применение в полиции.
В течение следующих трех месяцев криминалист установил личность ещё 6, в августе и сентябре — 15 и до конца года — 26 заключённых, при идентификации которых старые методы и «фотографическая память» отказали. К тому времени число карточек регистратуры достигло 7336. Ни разу размеры зарегистрированных не повторились.
За следующий, 1884 год, по системе «бертильонаж» было идентифицировано уже 300 преступников, — практически ежедневно. Таким образом, система получила широчайшую известность и применение во всём мире, став на тот момент самым популярным и точным методом установления личности.
Система просуществовала около 30 лет и была вытеснена дактилоскопией.

## Суть метода
Метод сводится к проведению 14 измерений основных параметров, в которые входили:
1. длина верхней части туловища,
2. окружность головы,
3. длина головы,
4. длина ступней,
5. длина рук,
6. длина пальцев,
7. длина ушей,
8. и еще несколько показателей.

...специалисты подсчитали, что вероятность совпадения всех 14 параметров, которые входили в бертильонаж, составляет 1 к 286 миллионам, то есть практически ошибки в этой системе исключались.

### Процедура
Процесс замера антропометрических параметров был предложен Бертильоном в следующей последовательности:

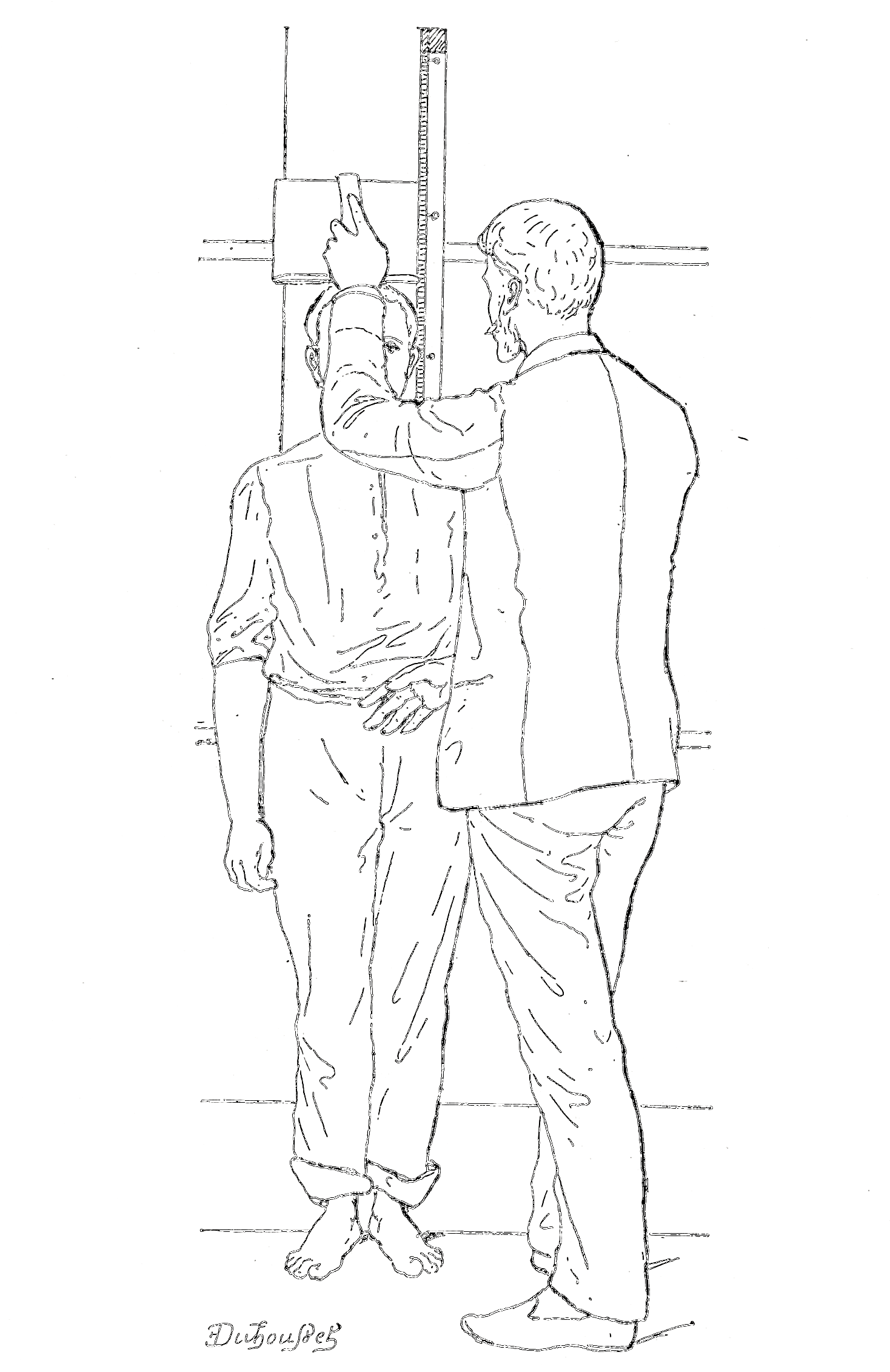
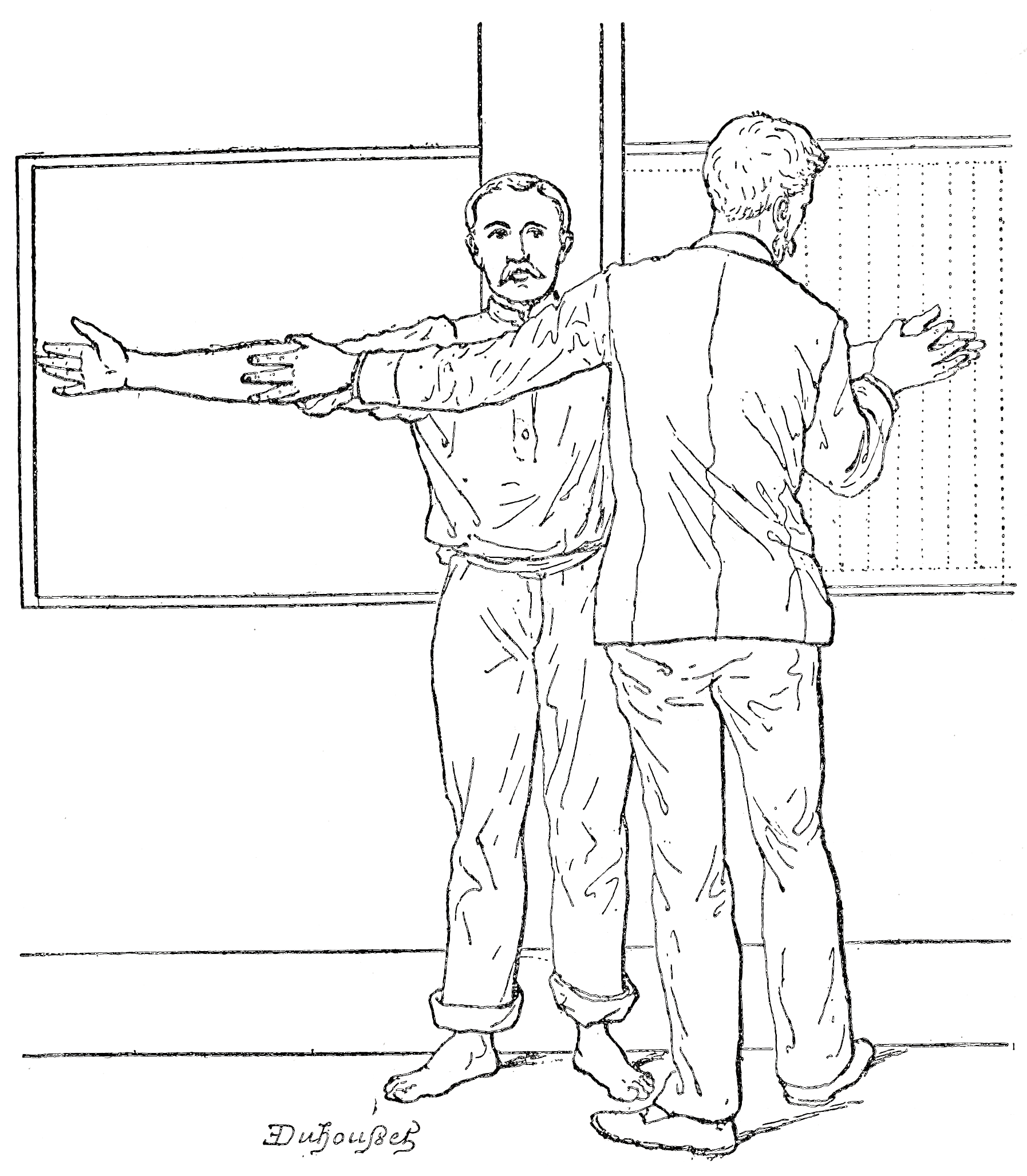
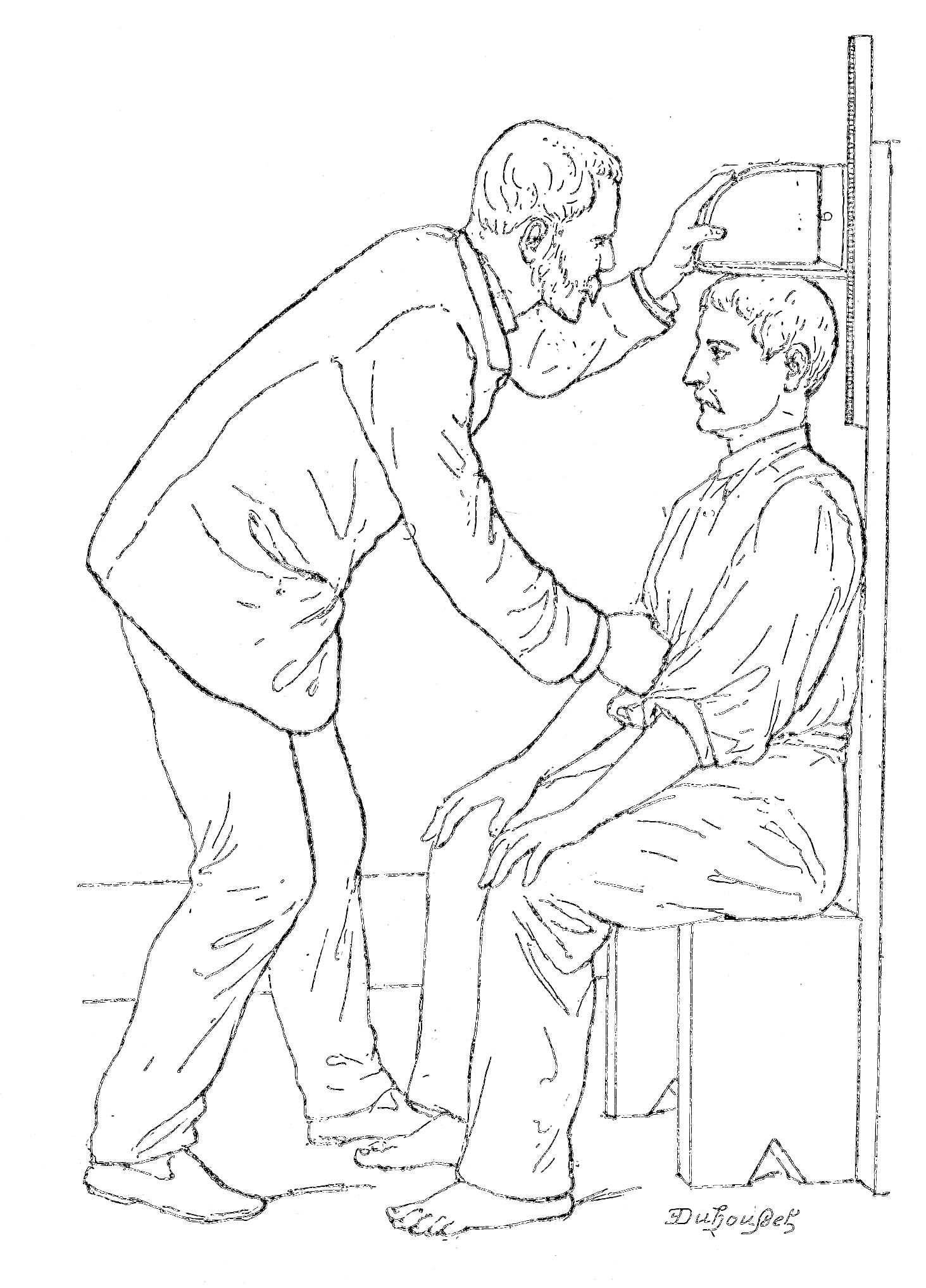
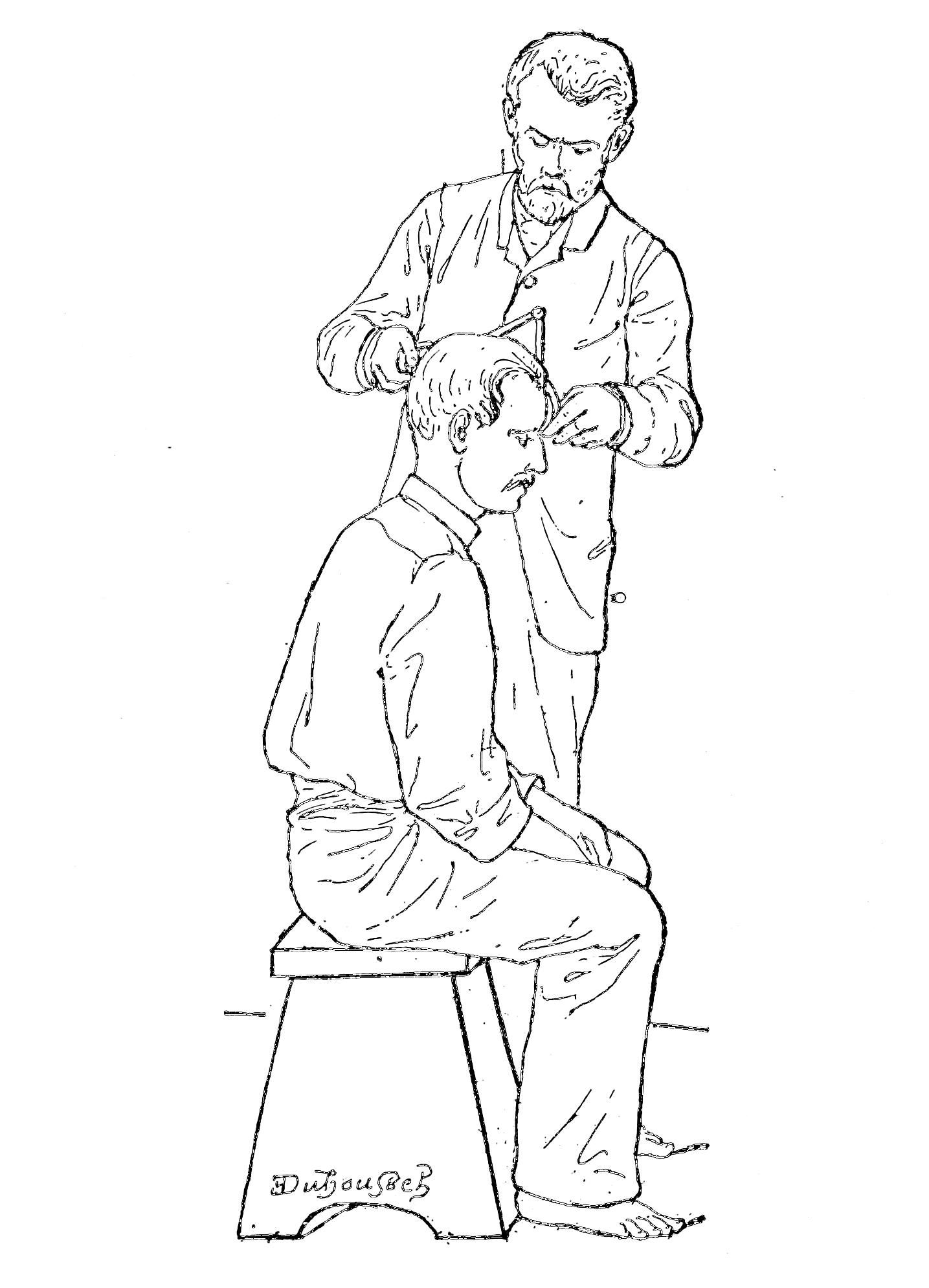
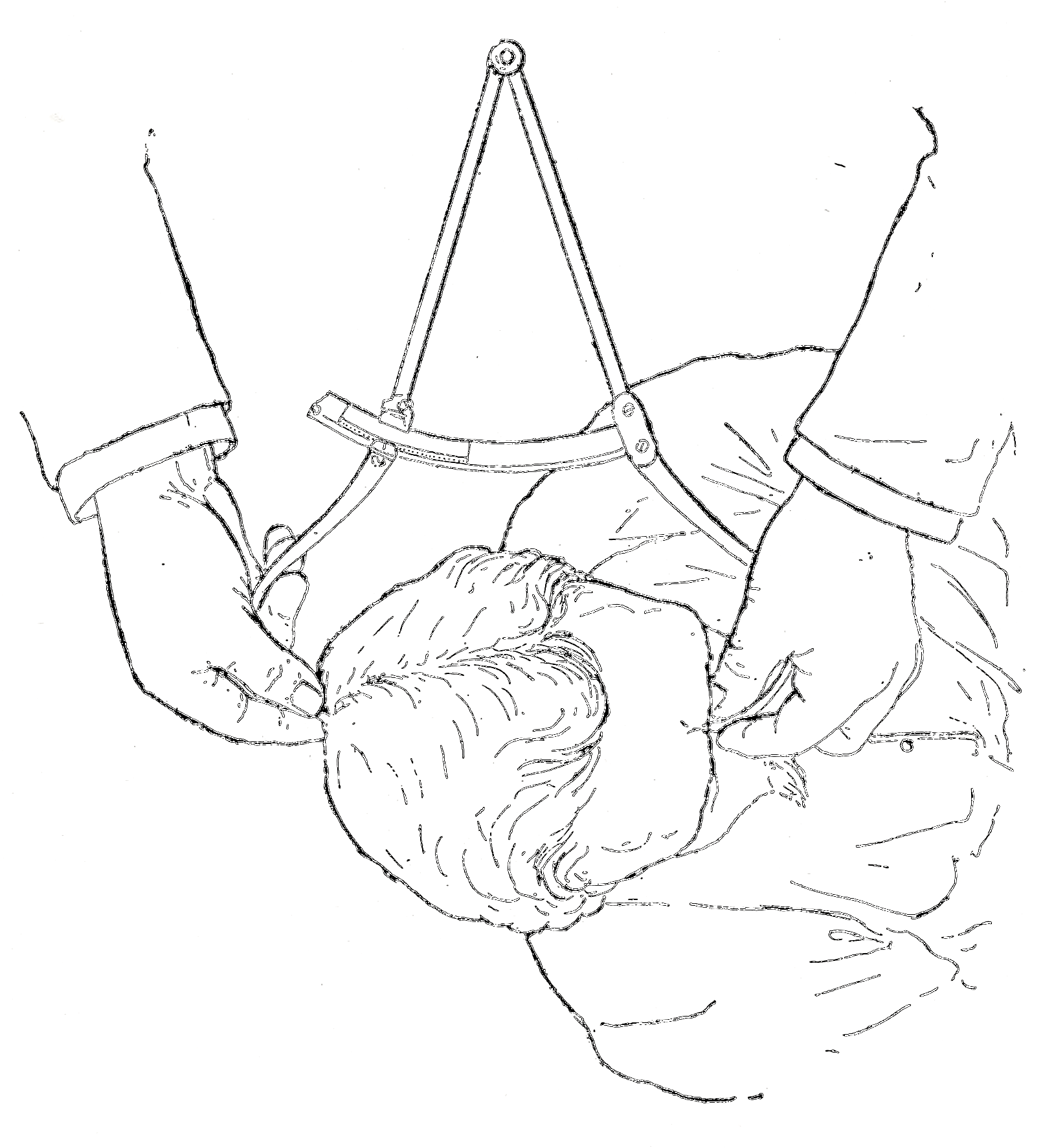
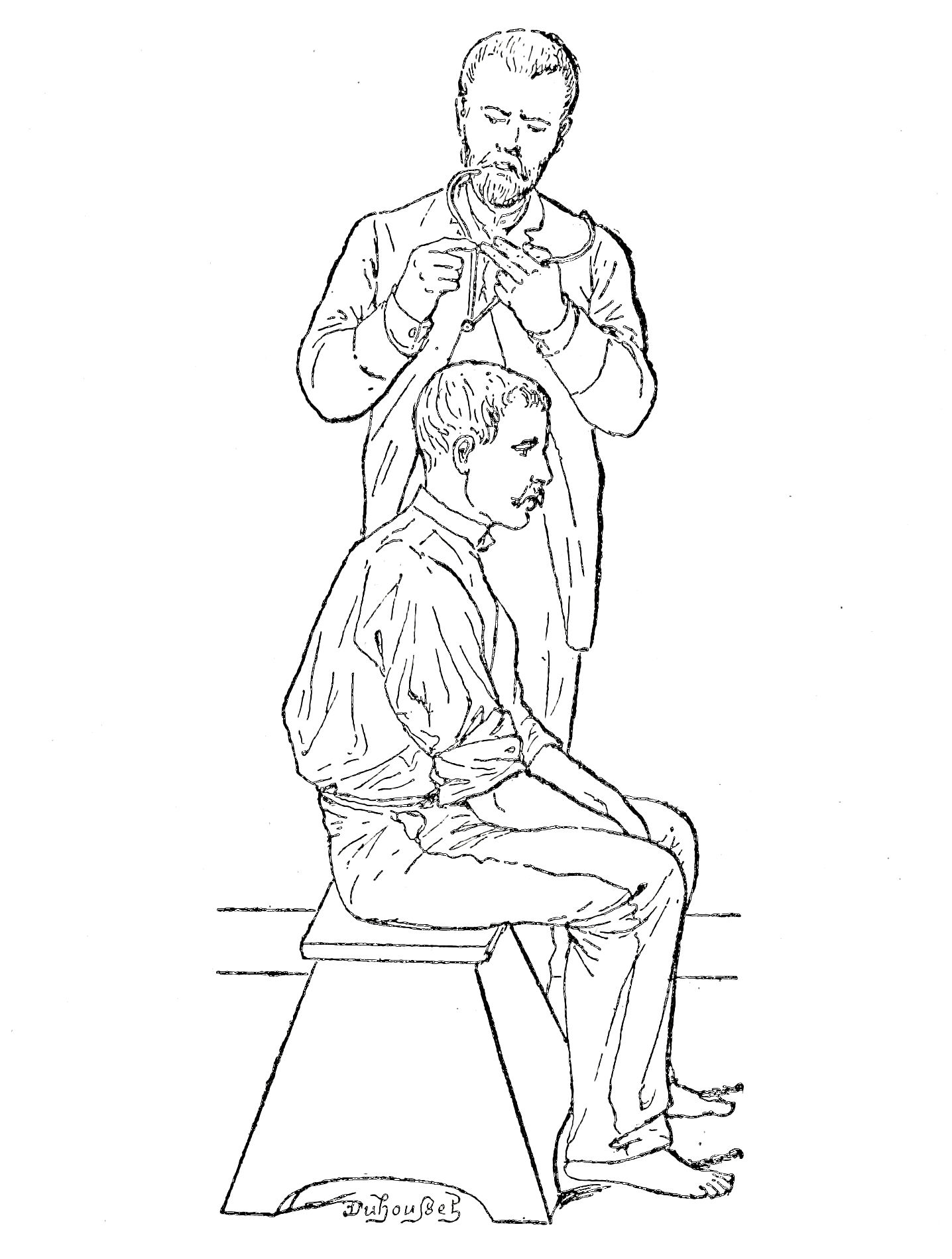
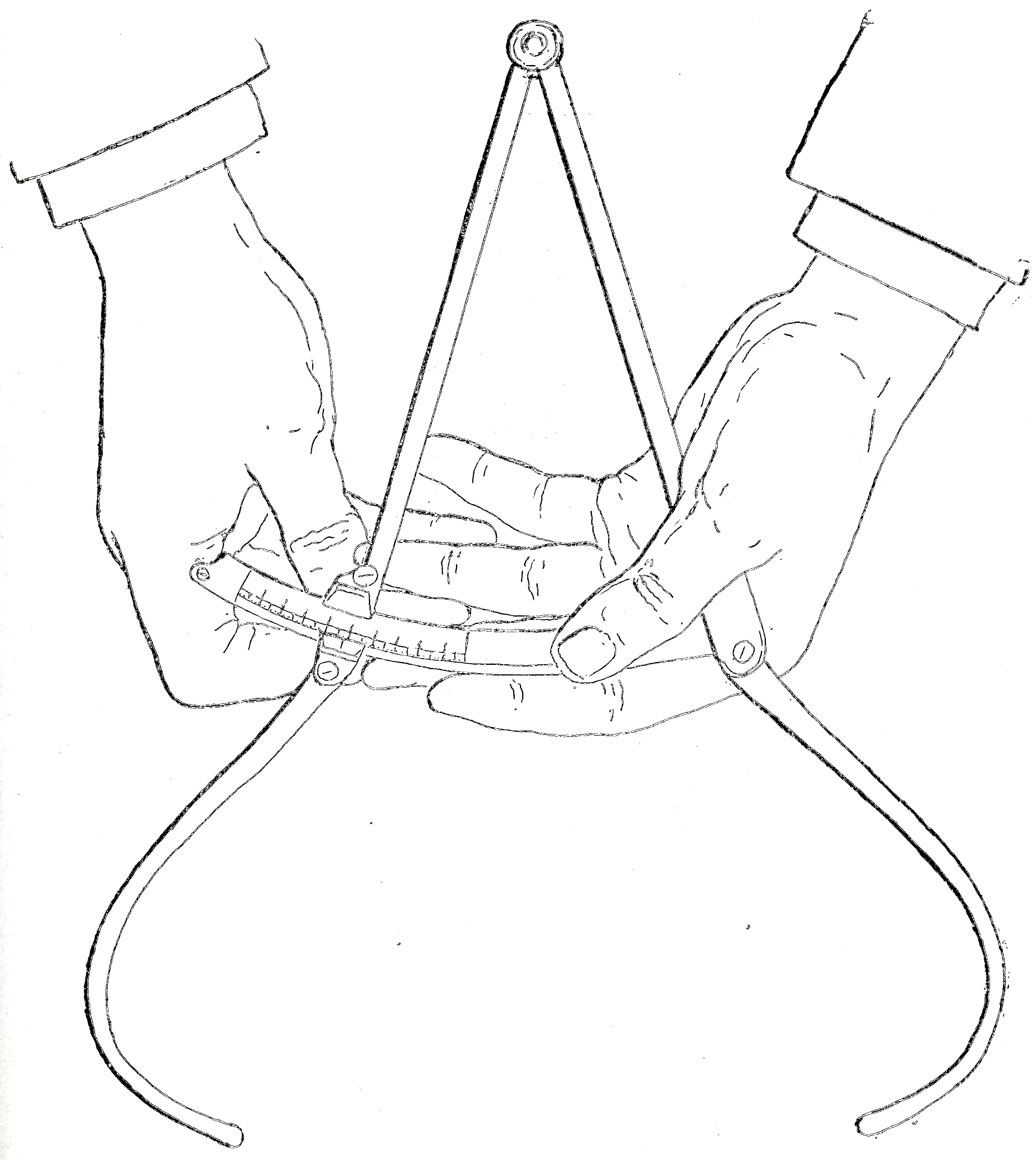
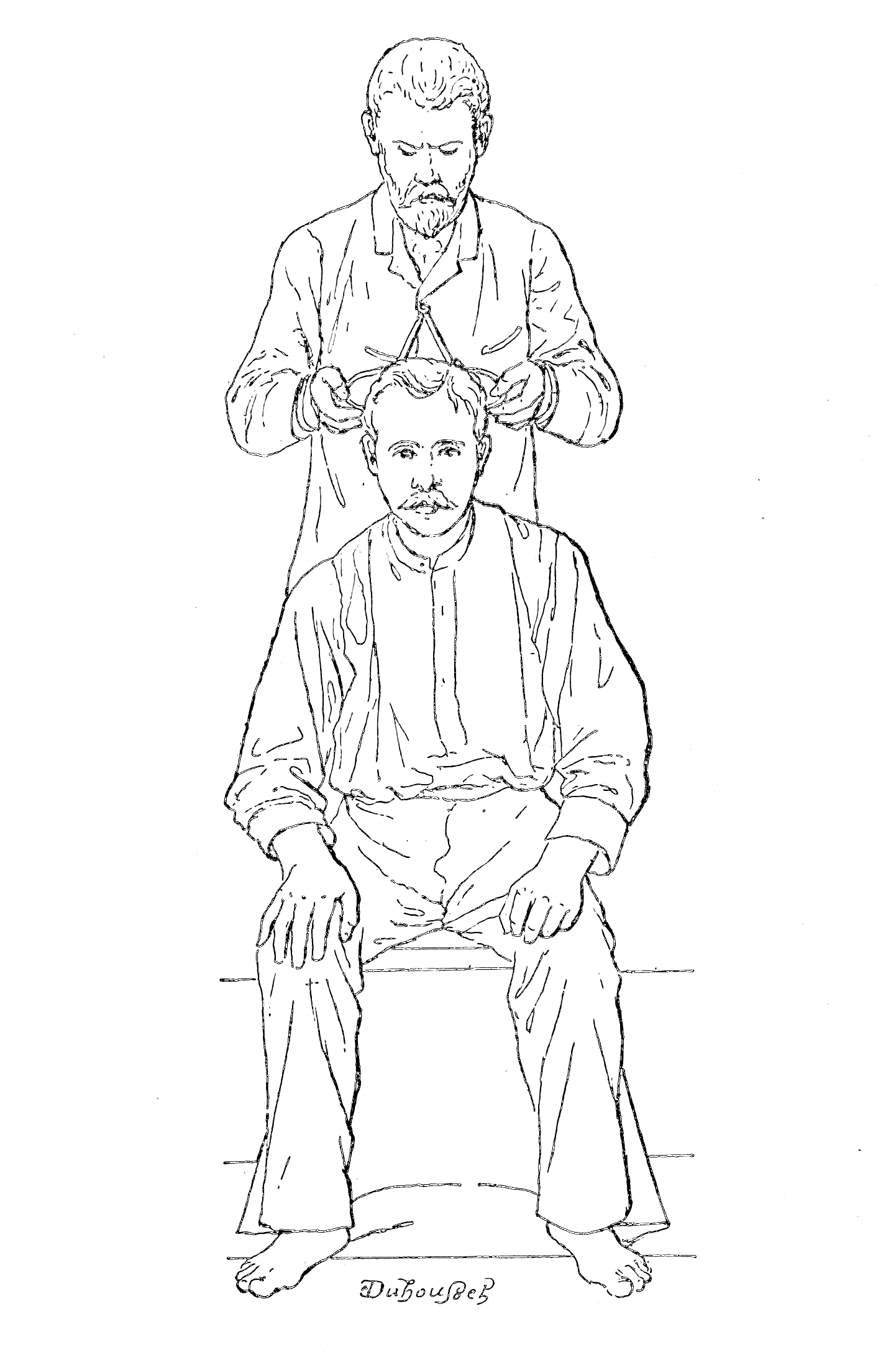
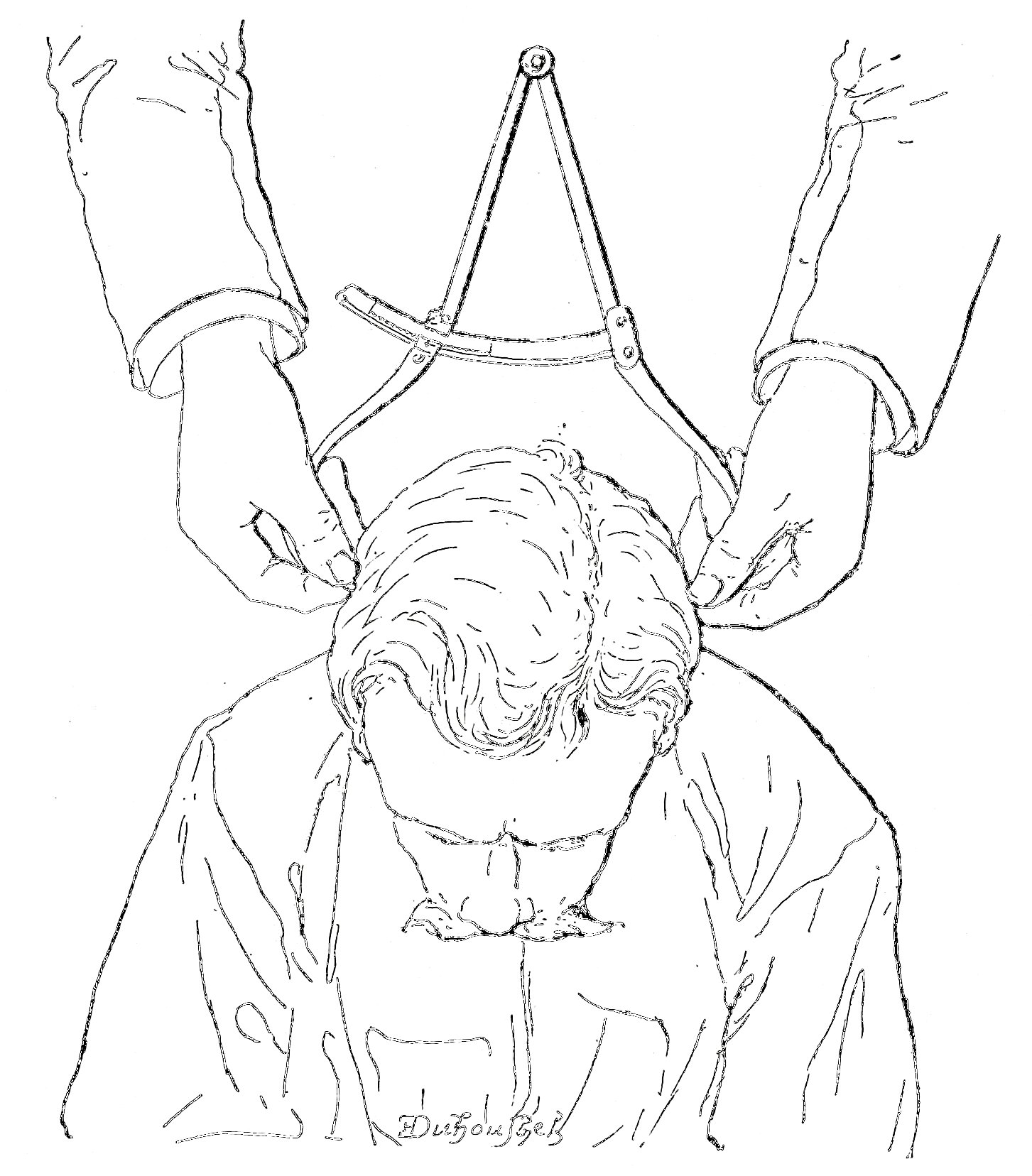
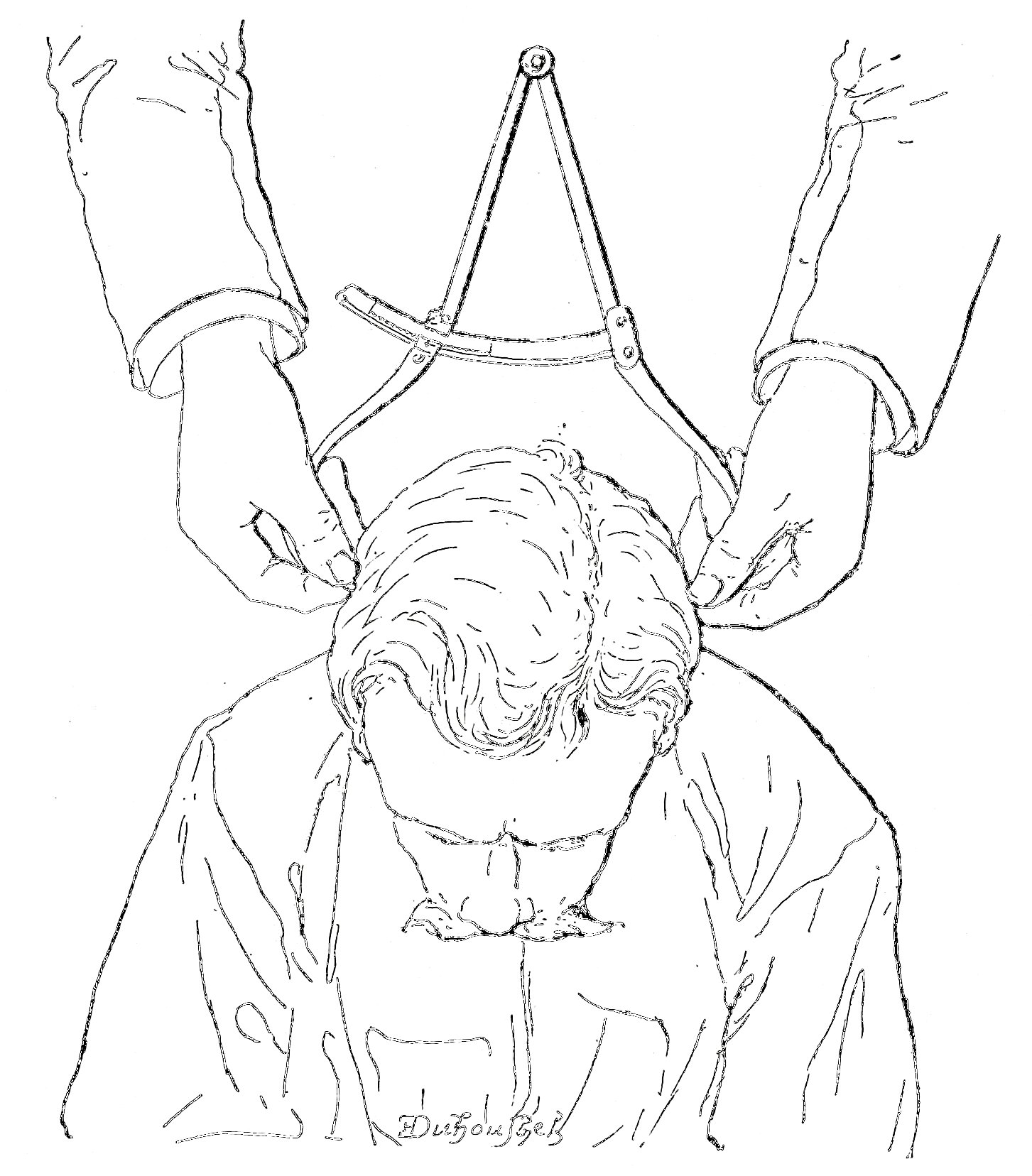
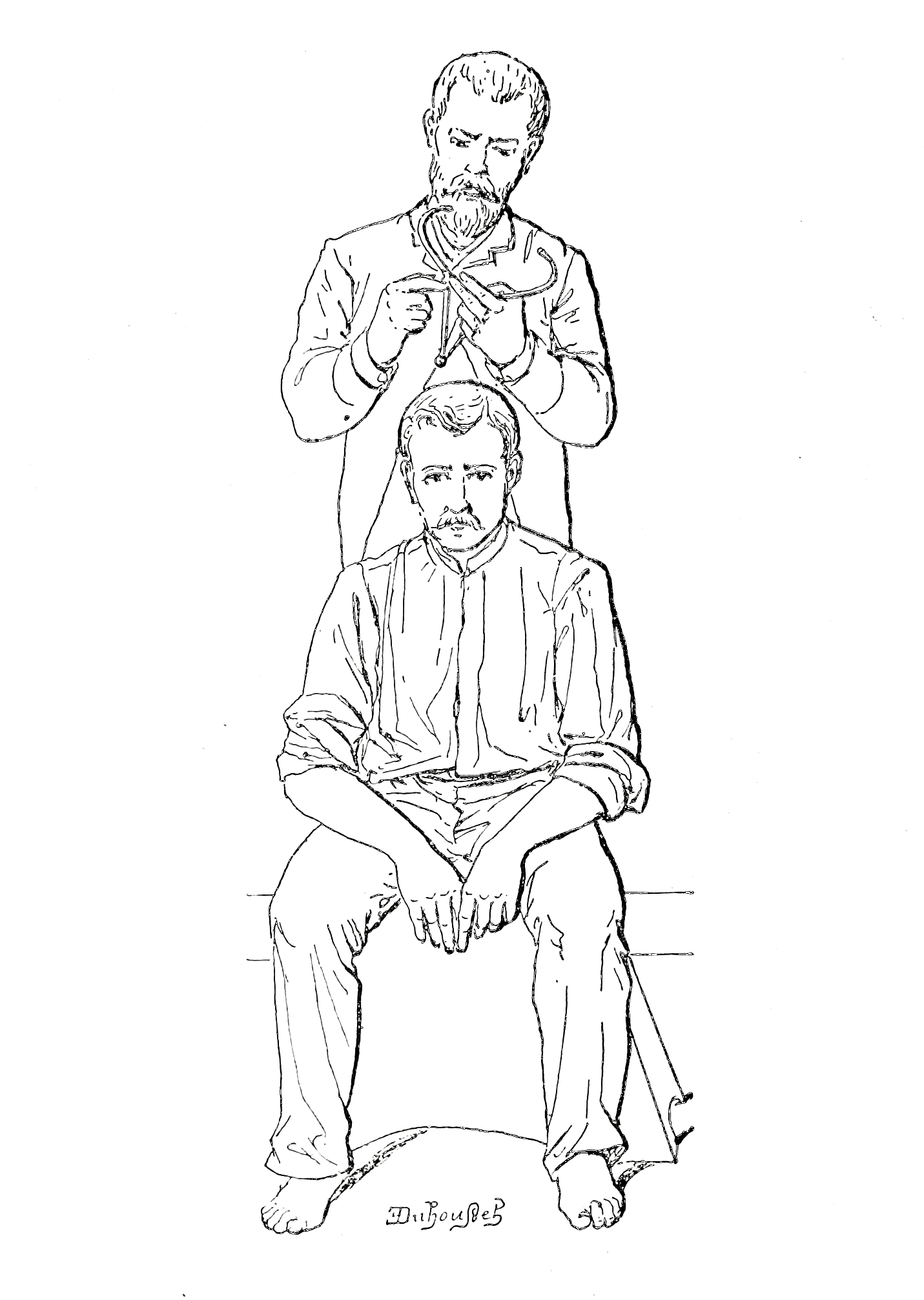
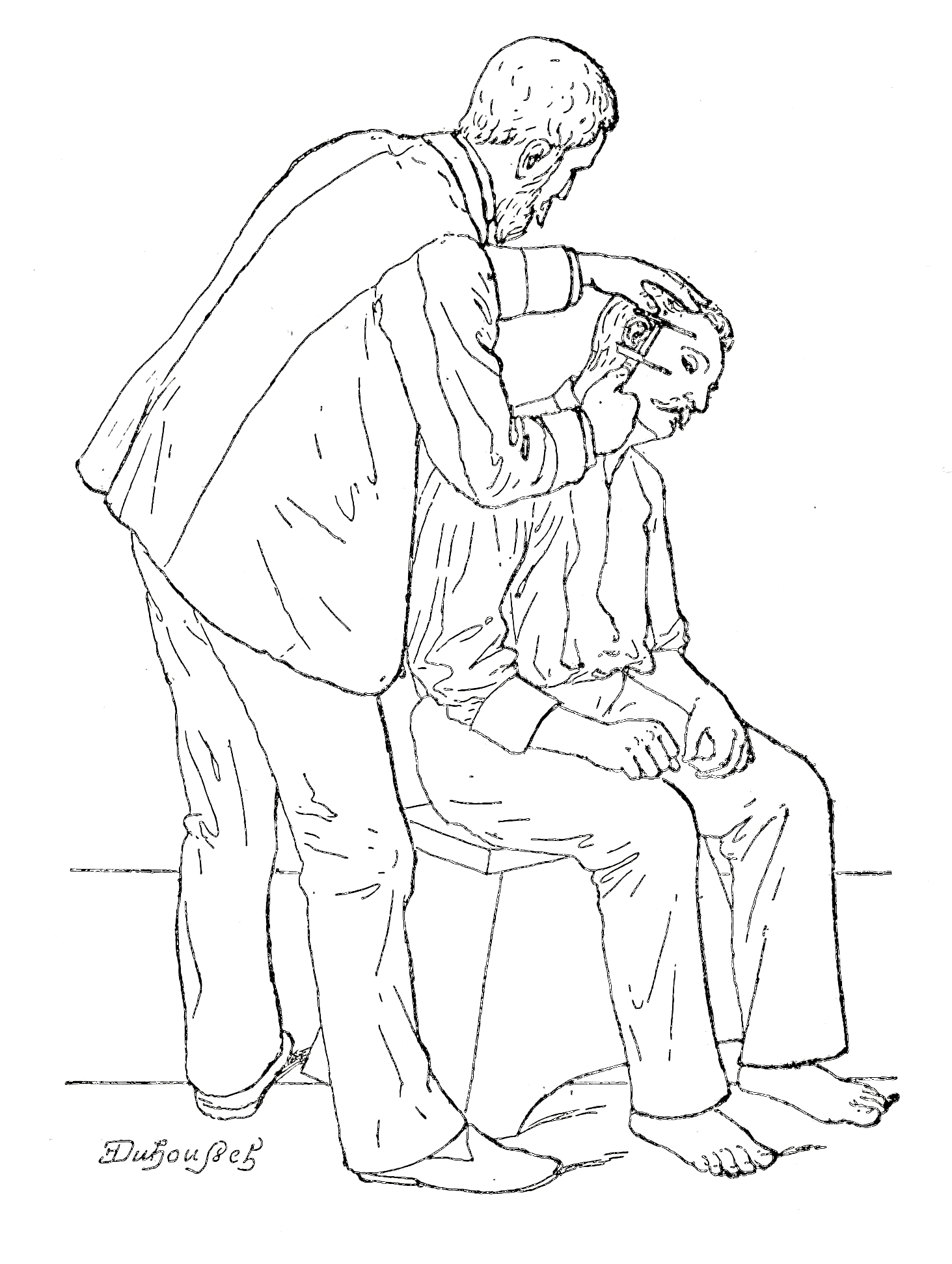
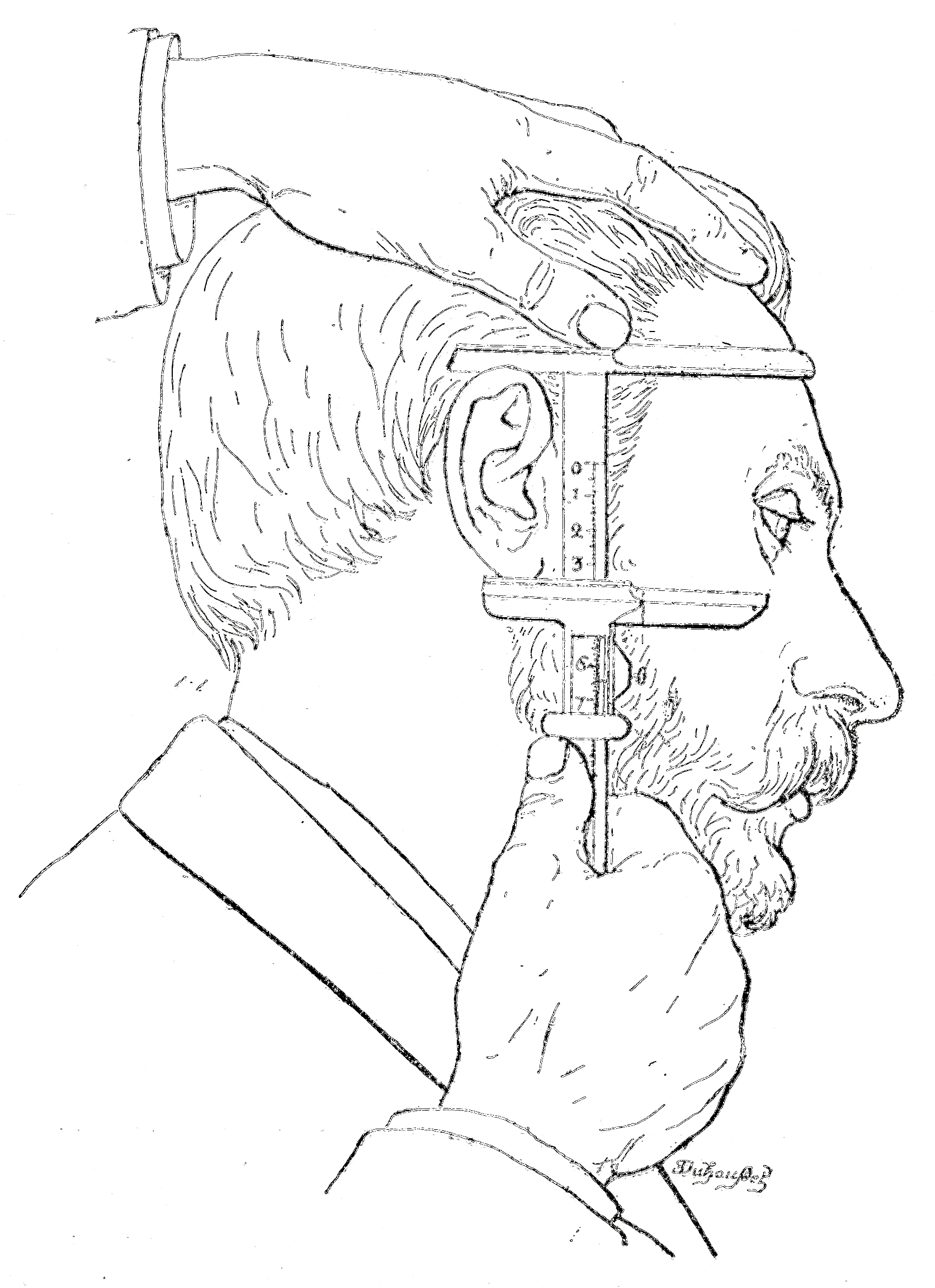
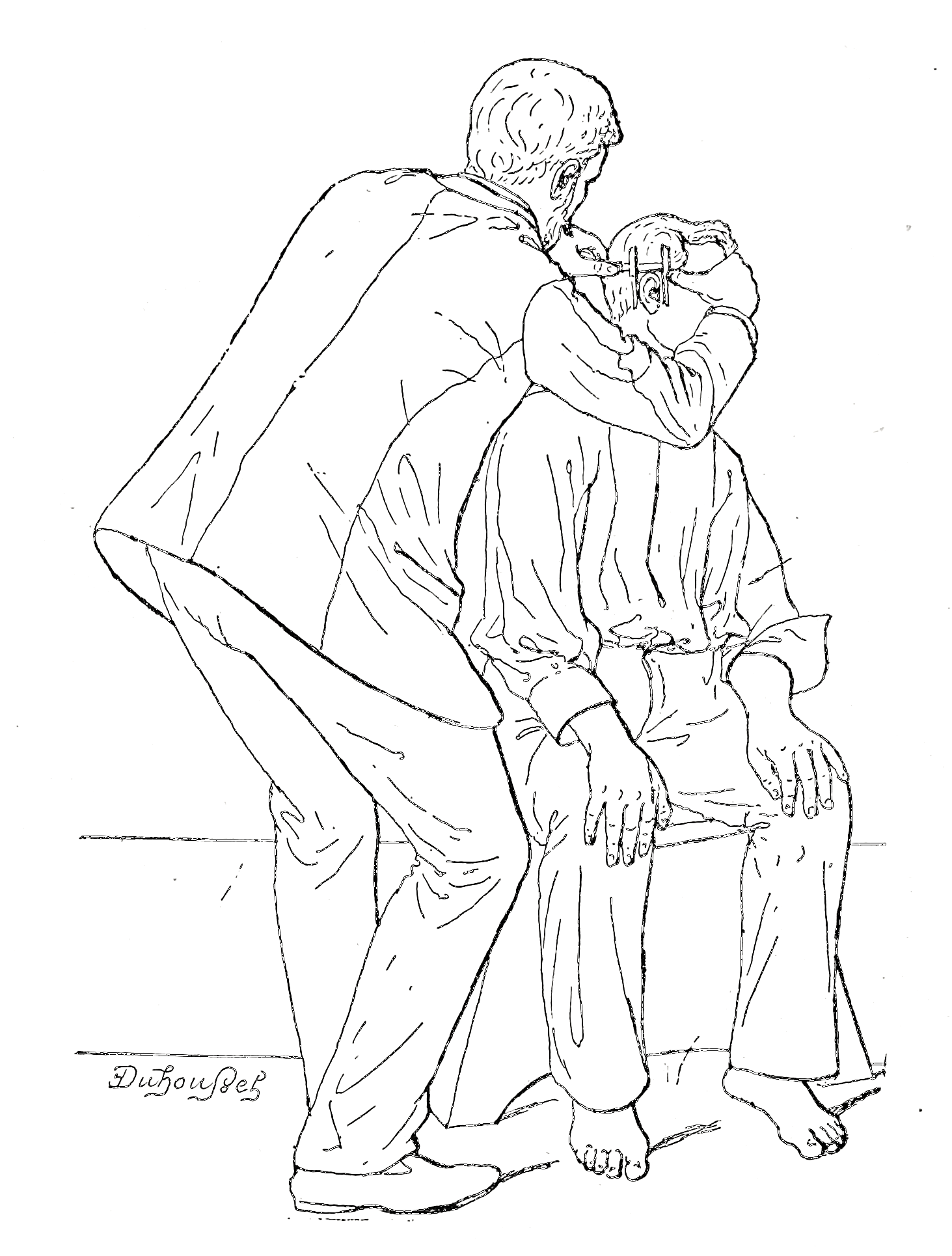
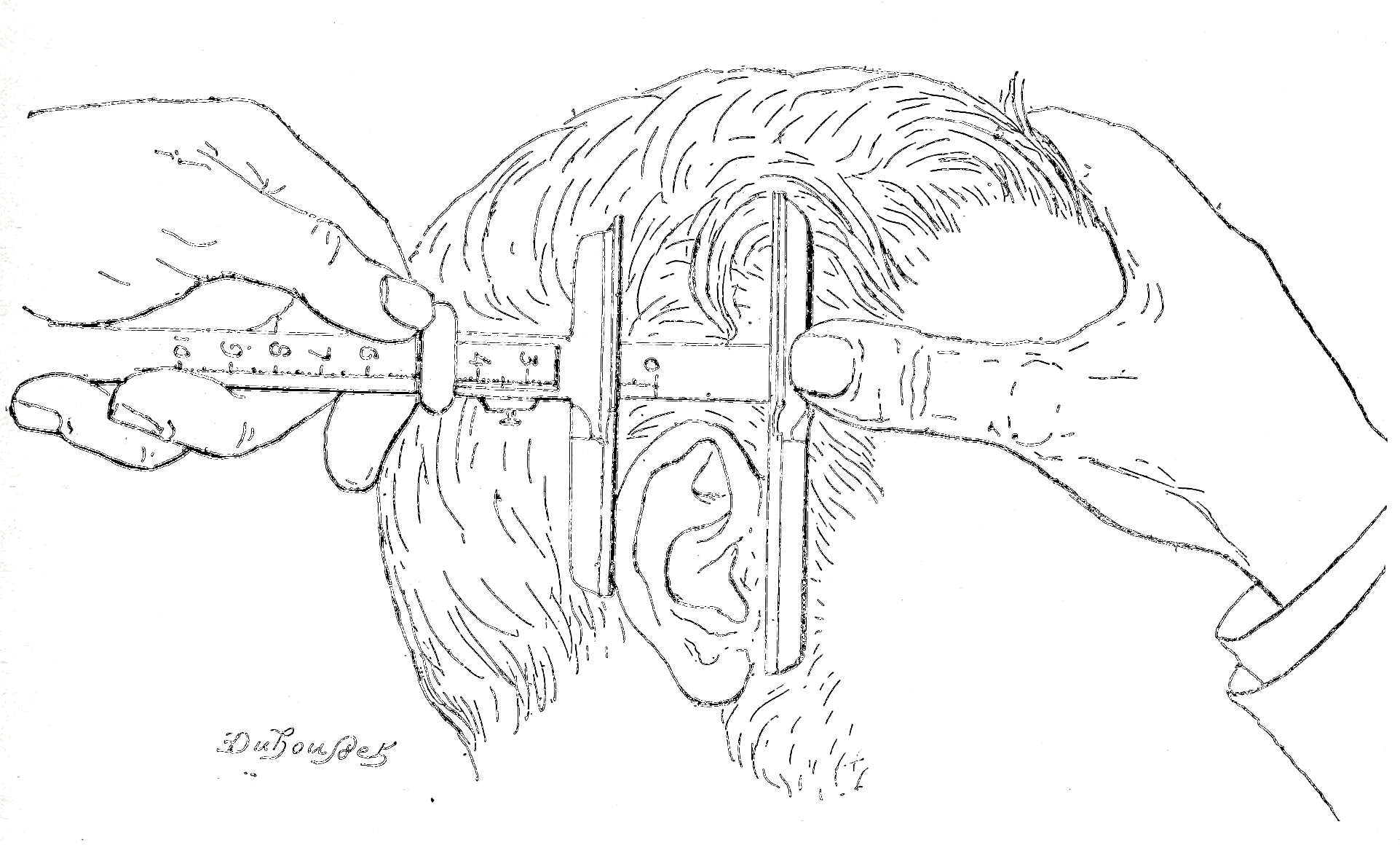
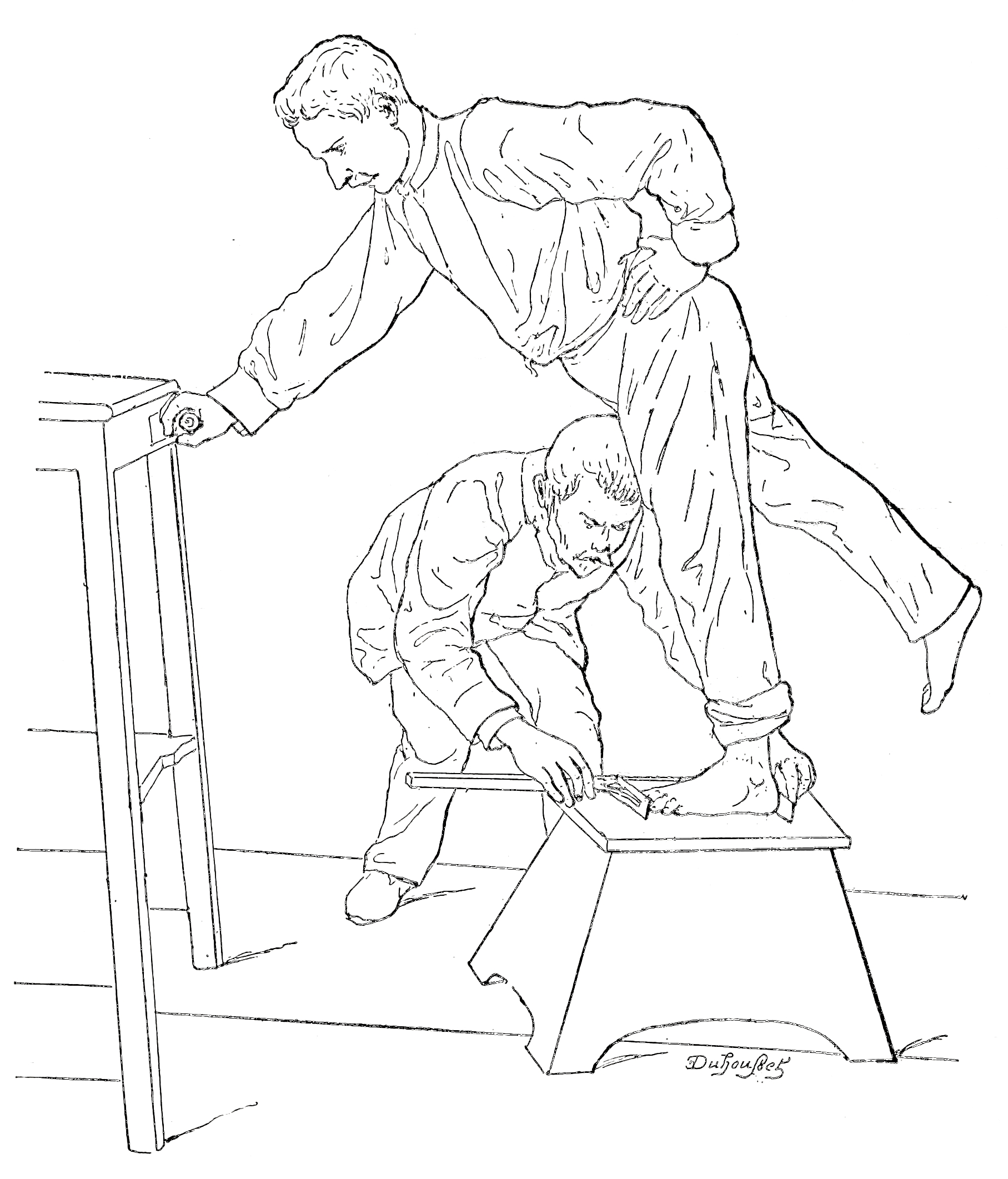
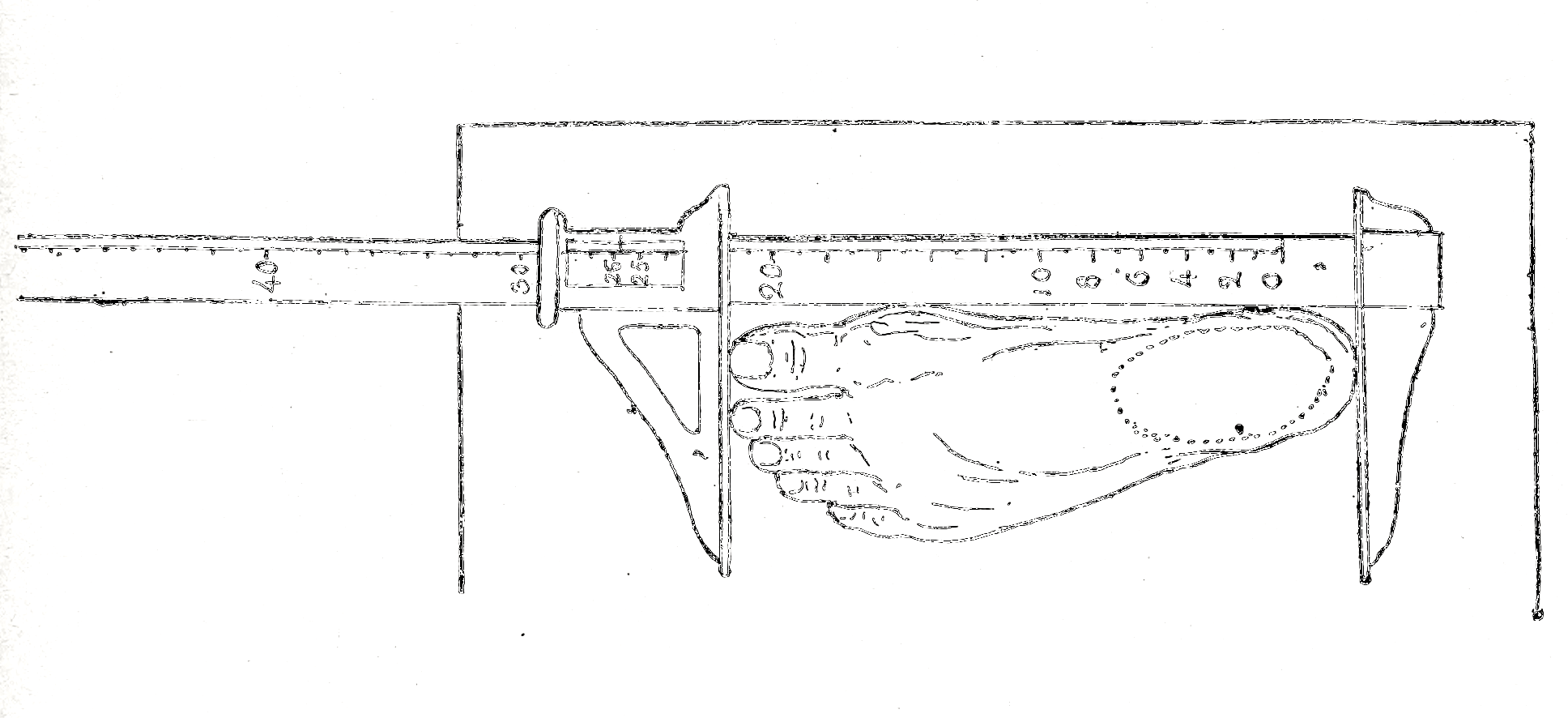
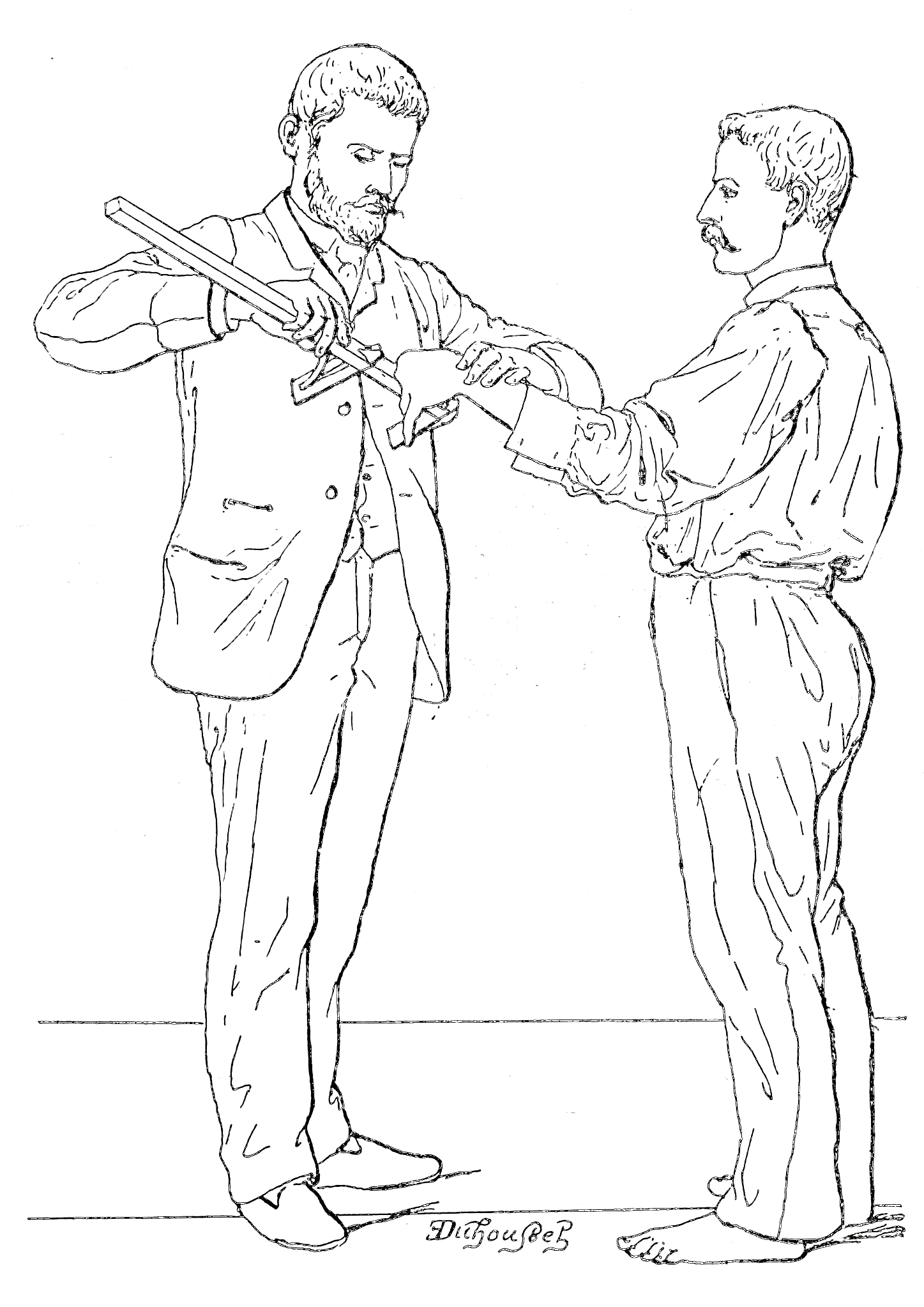
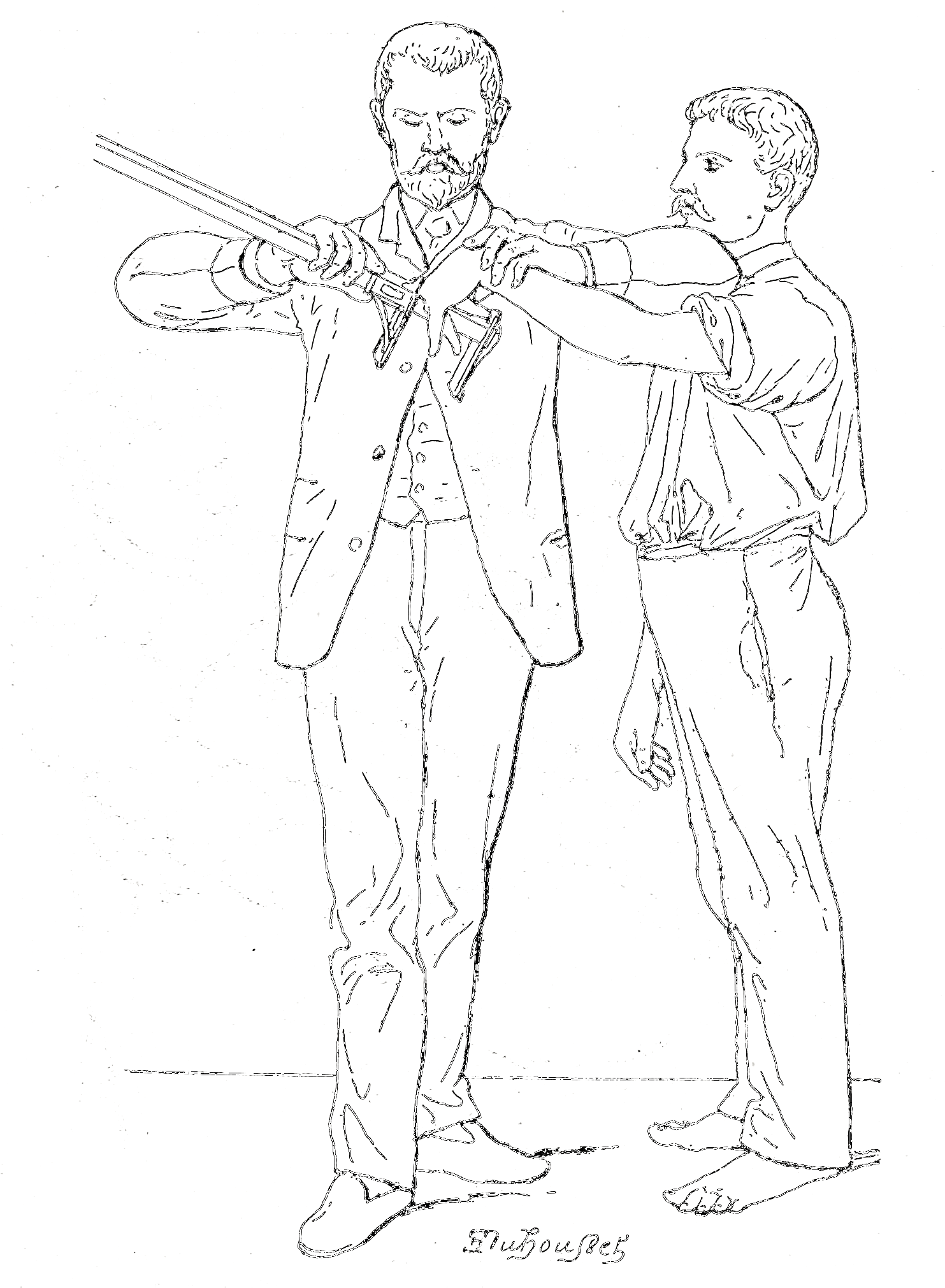
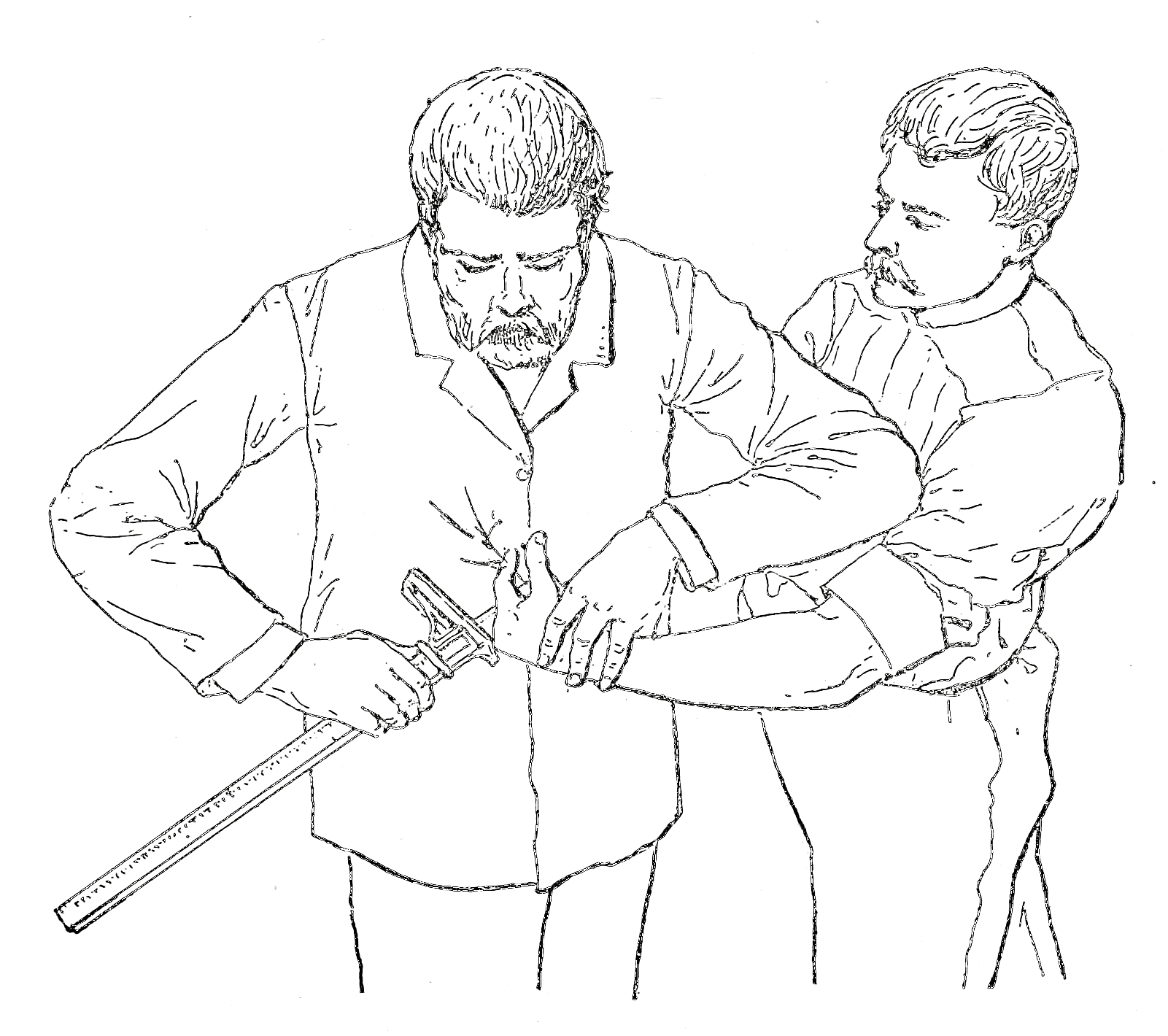
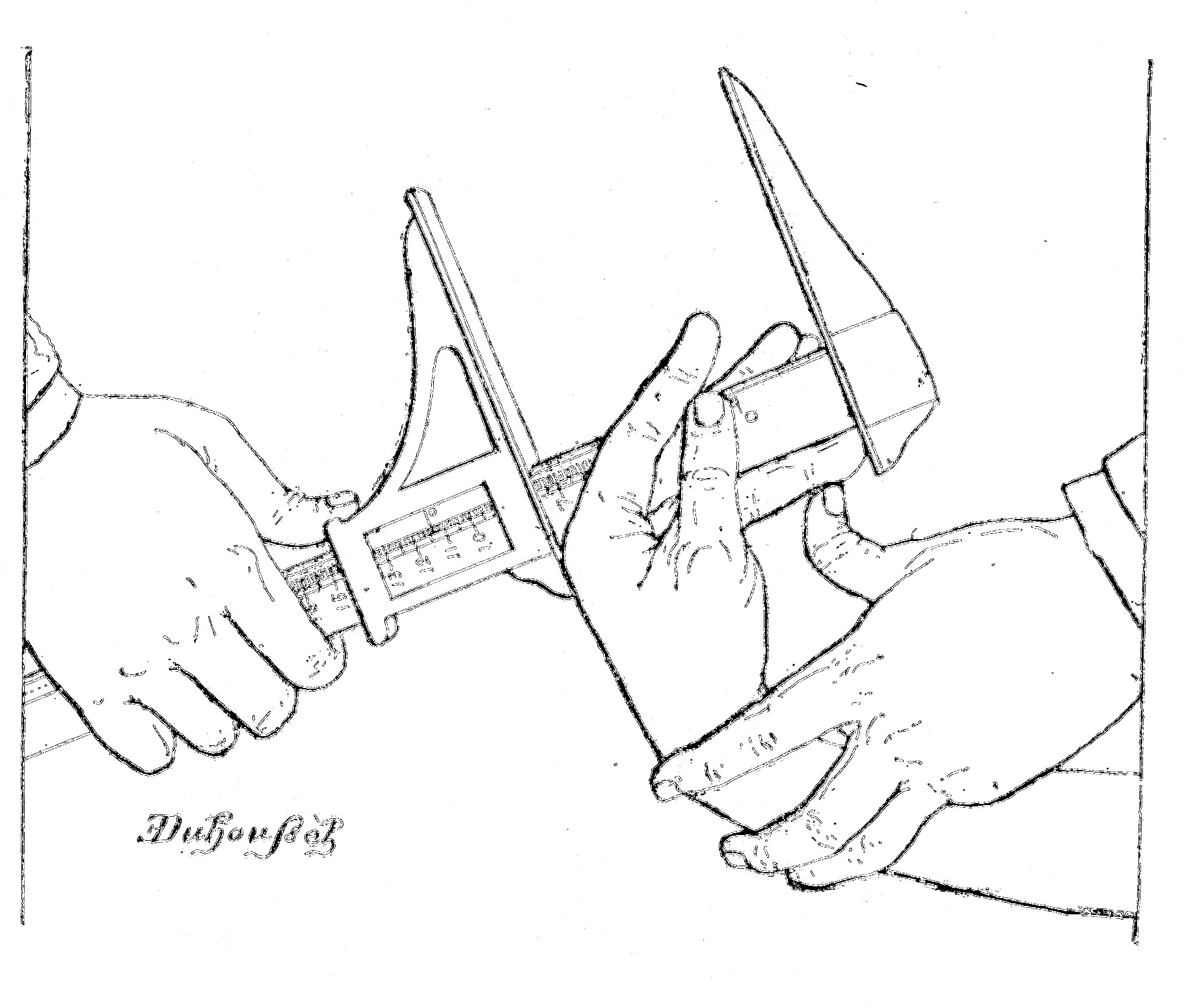
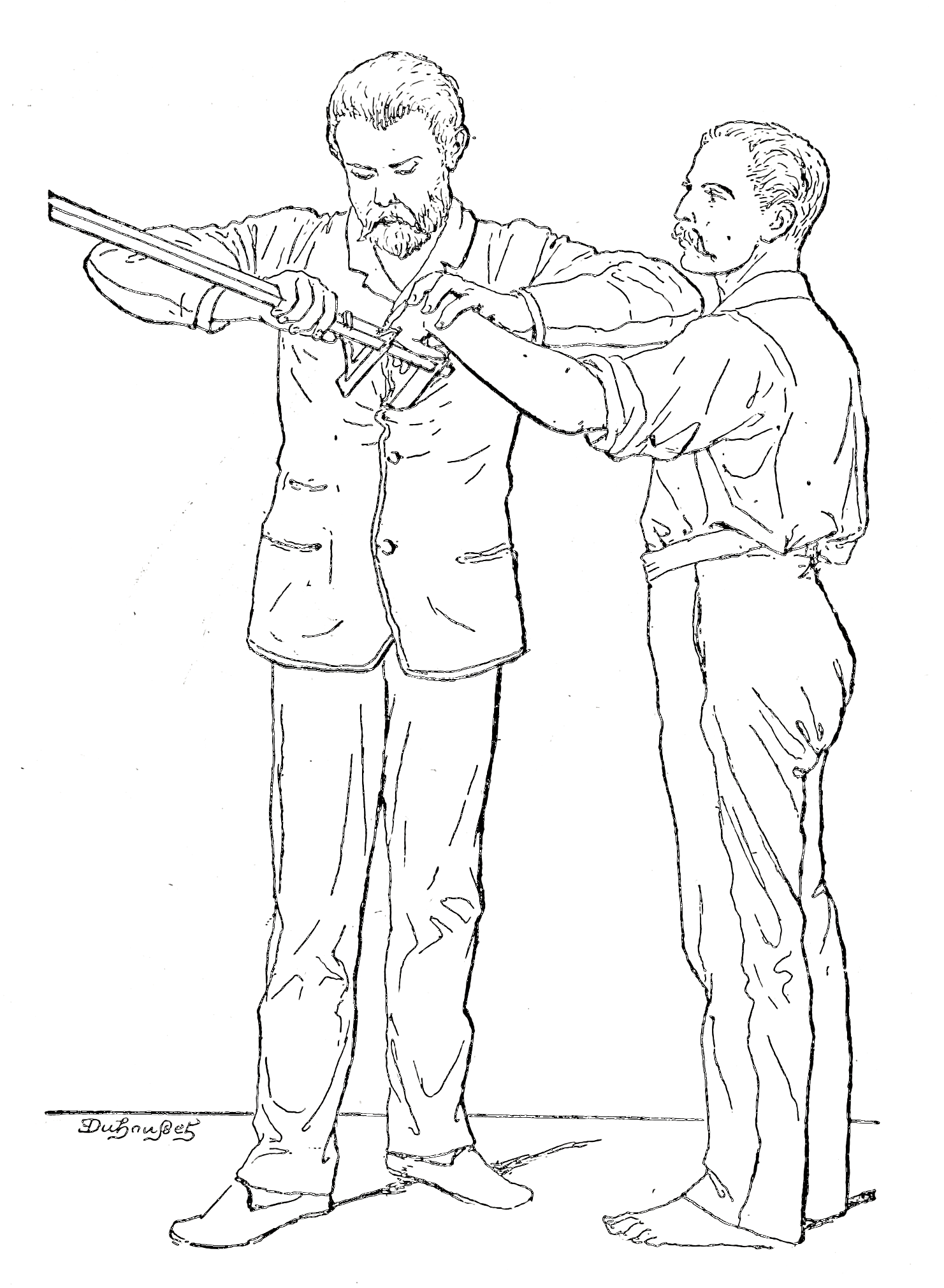
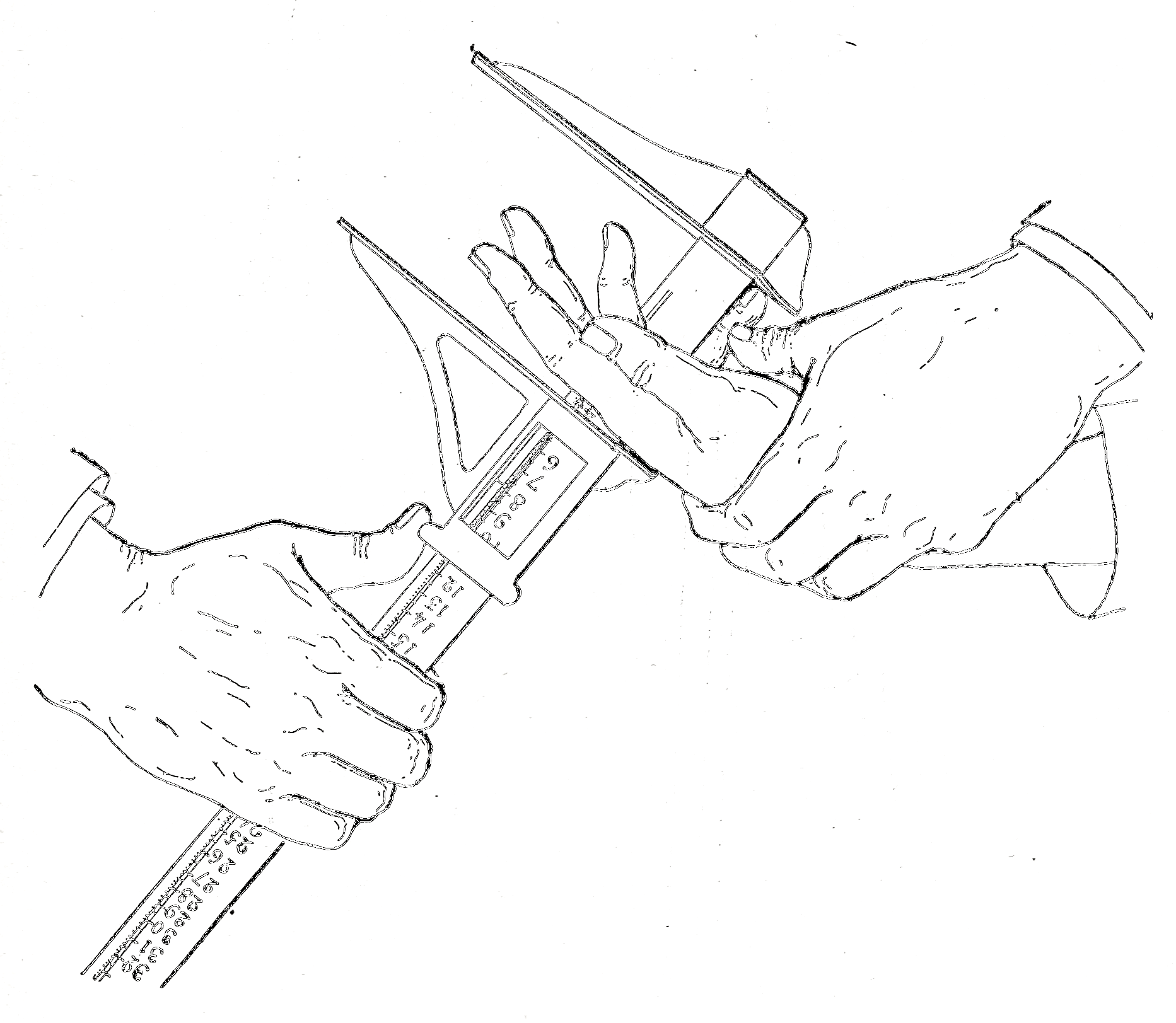
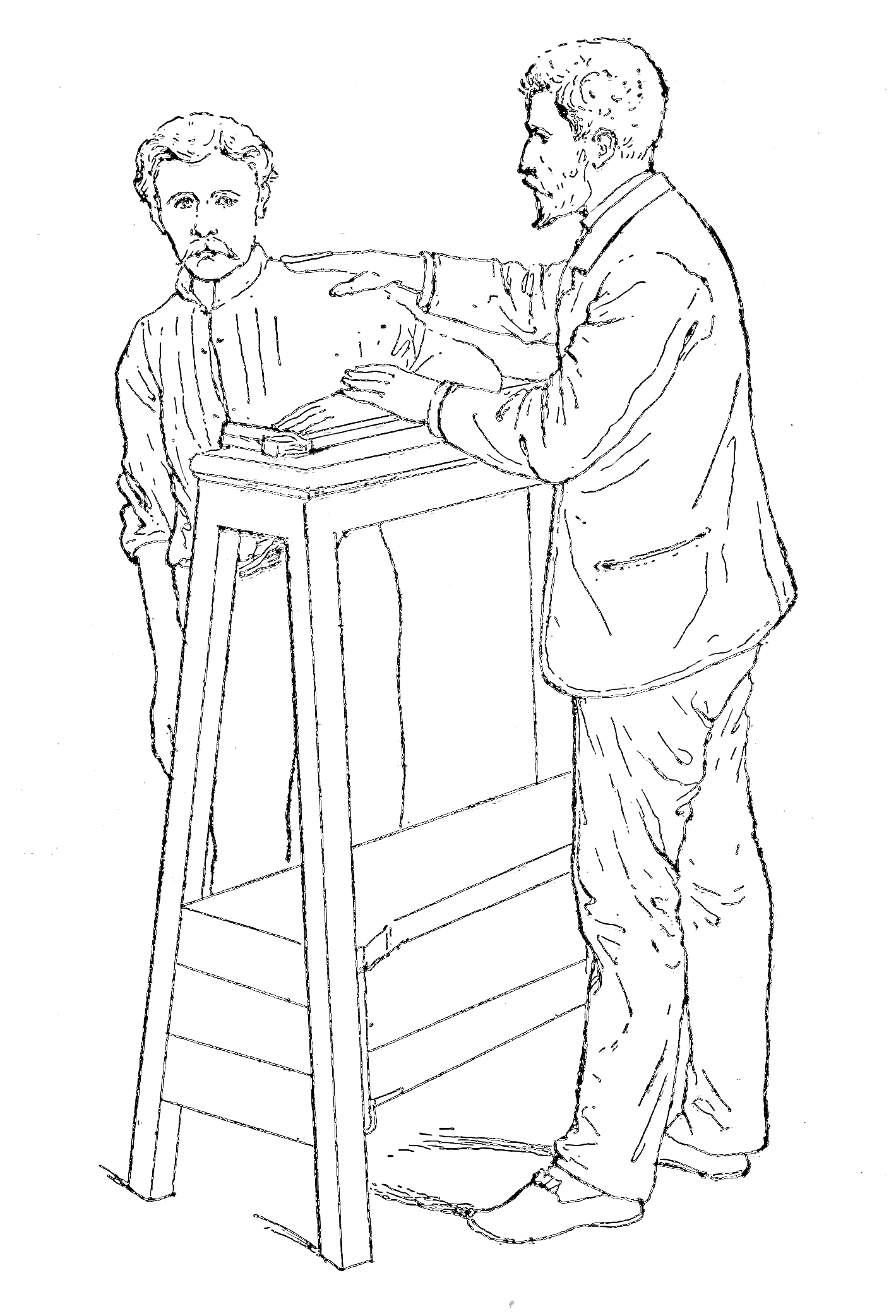
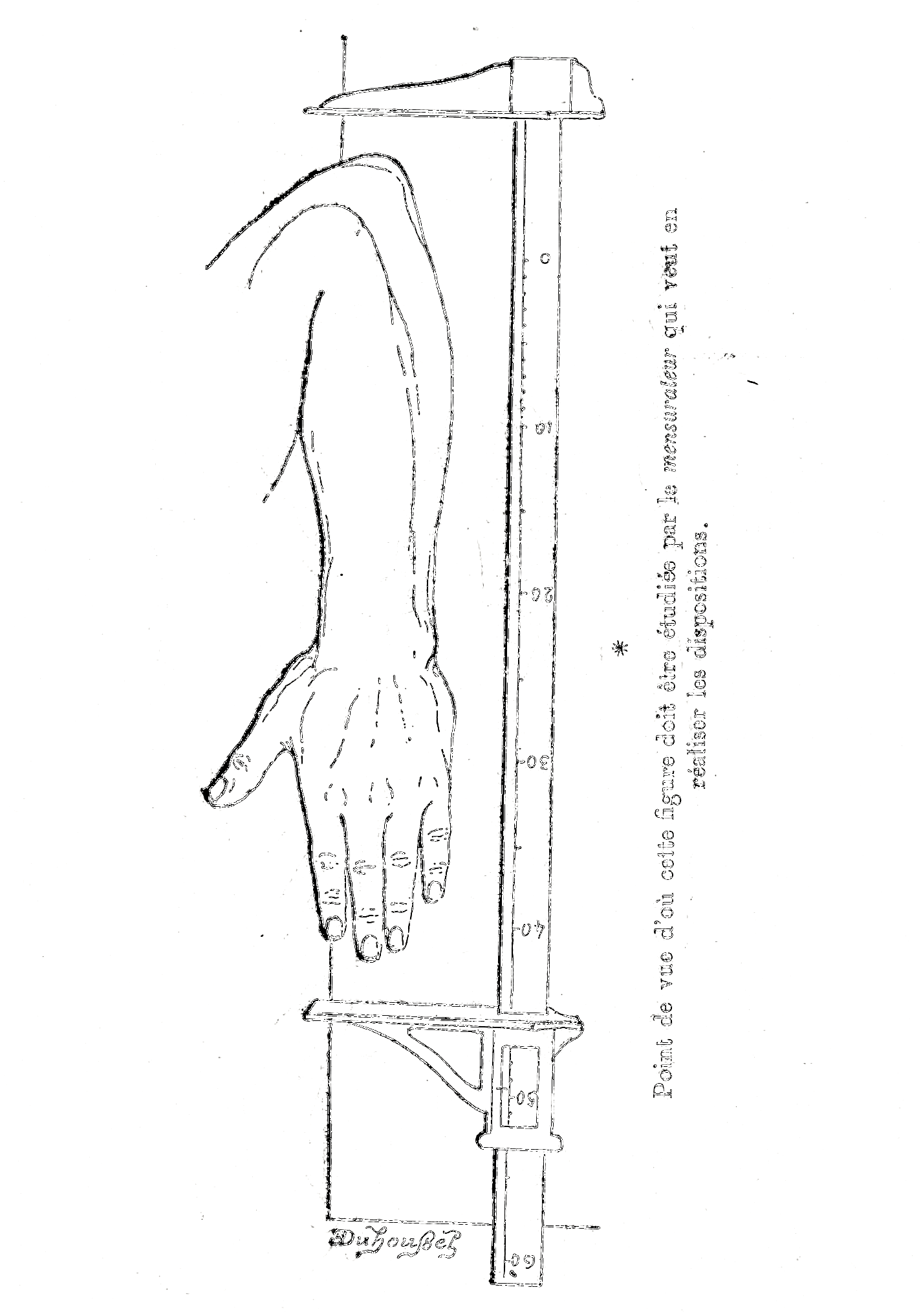
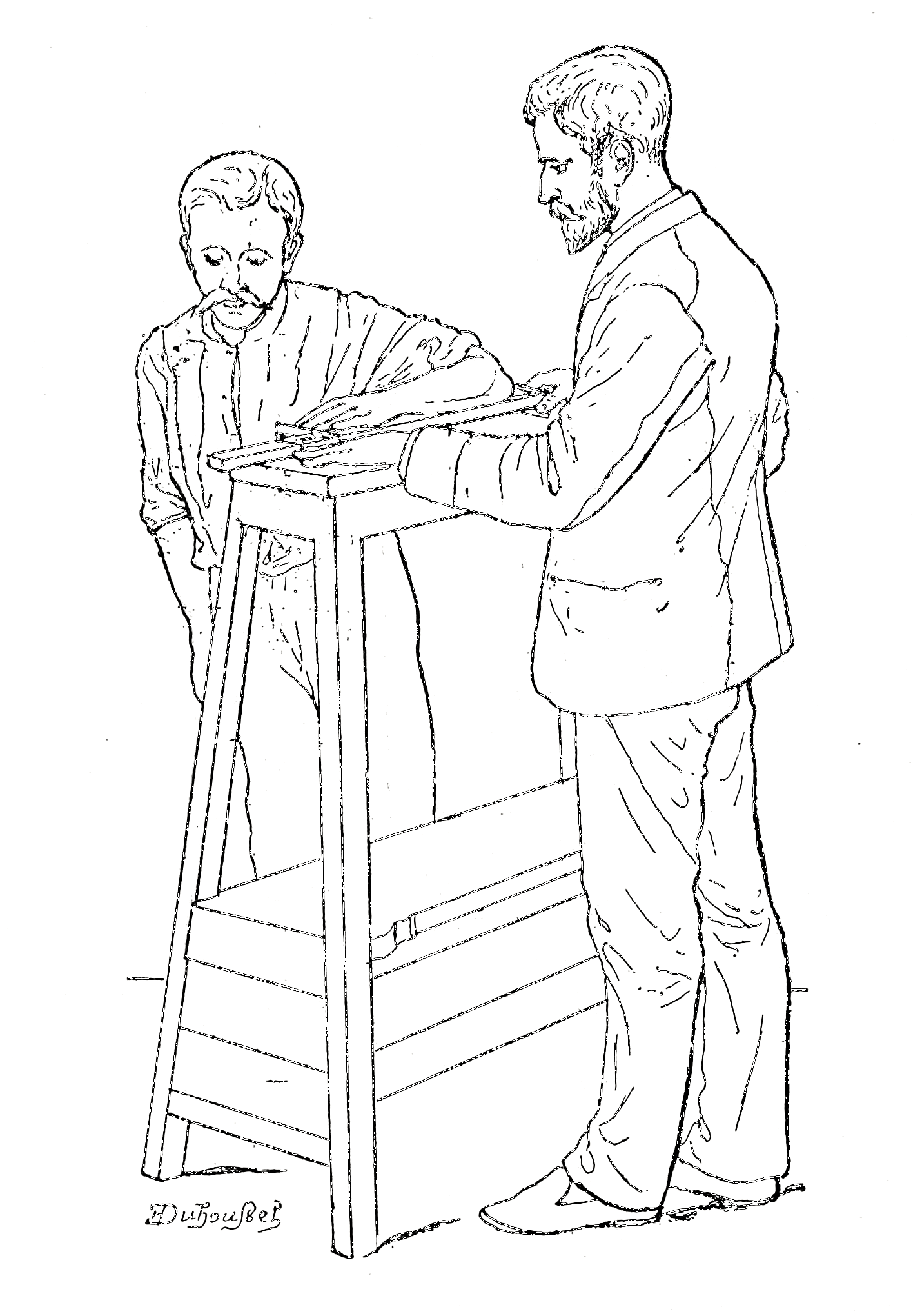
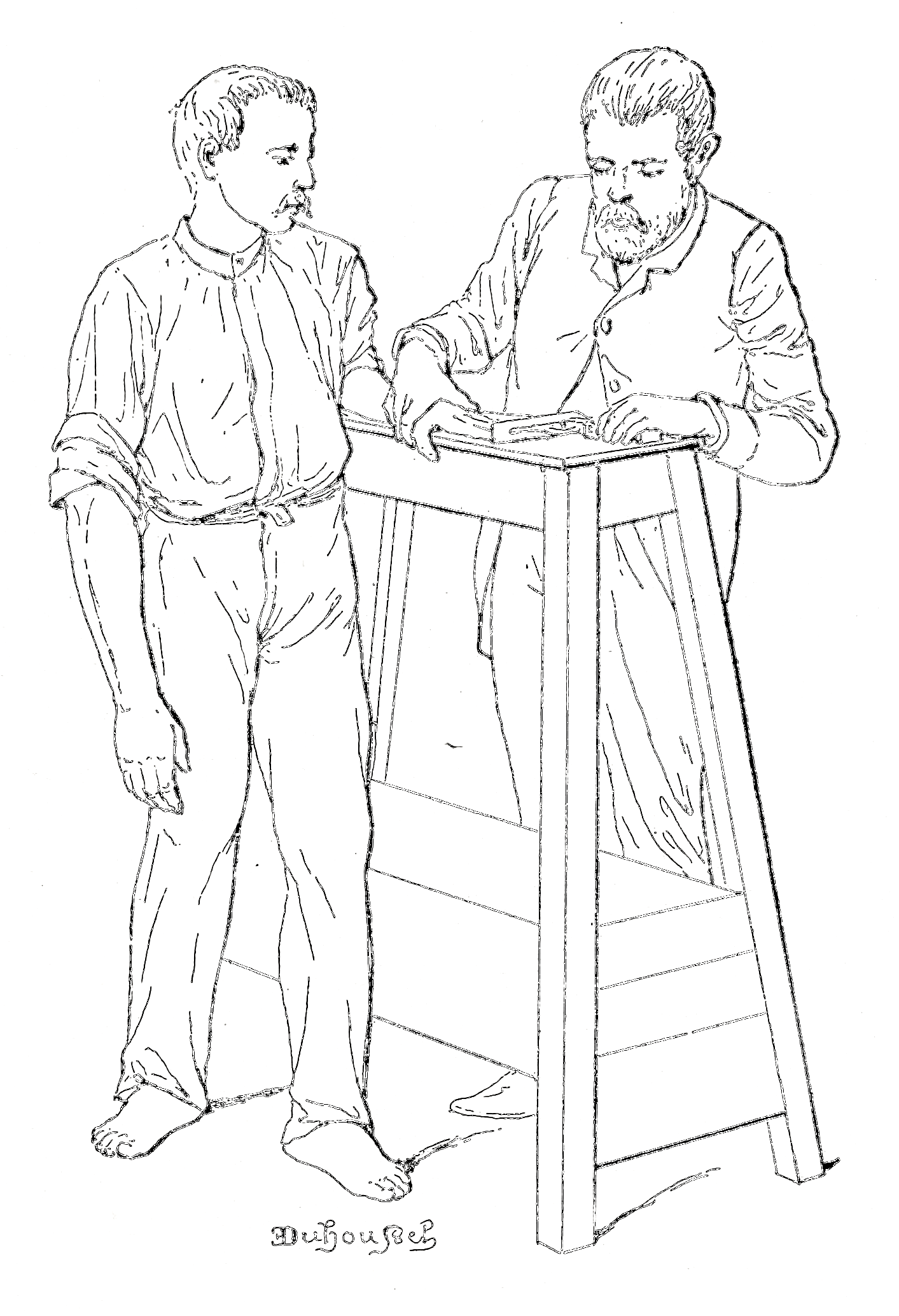

## Недостатки

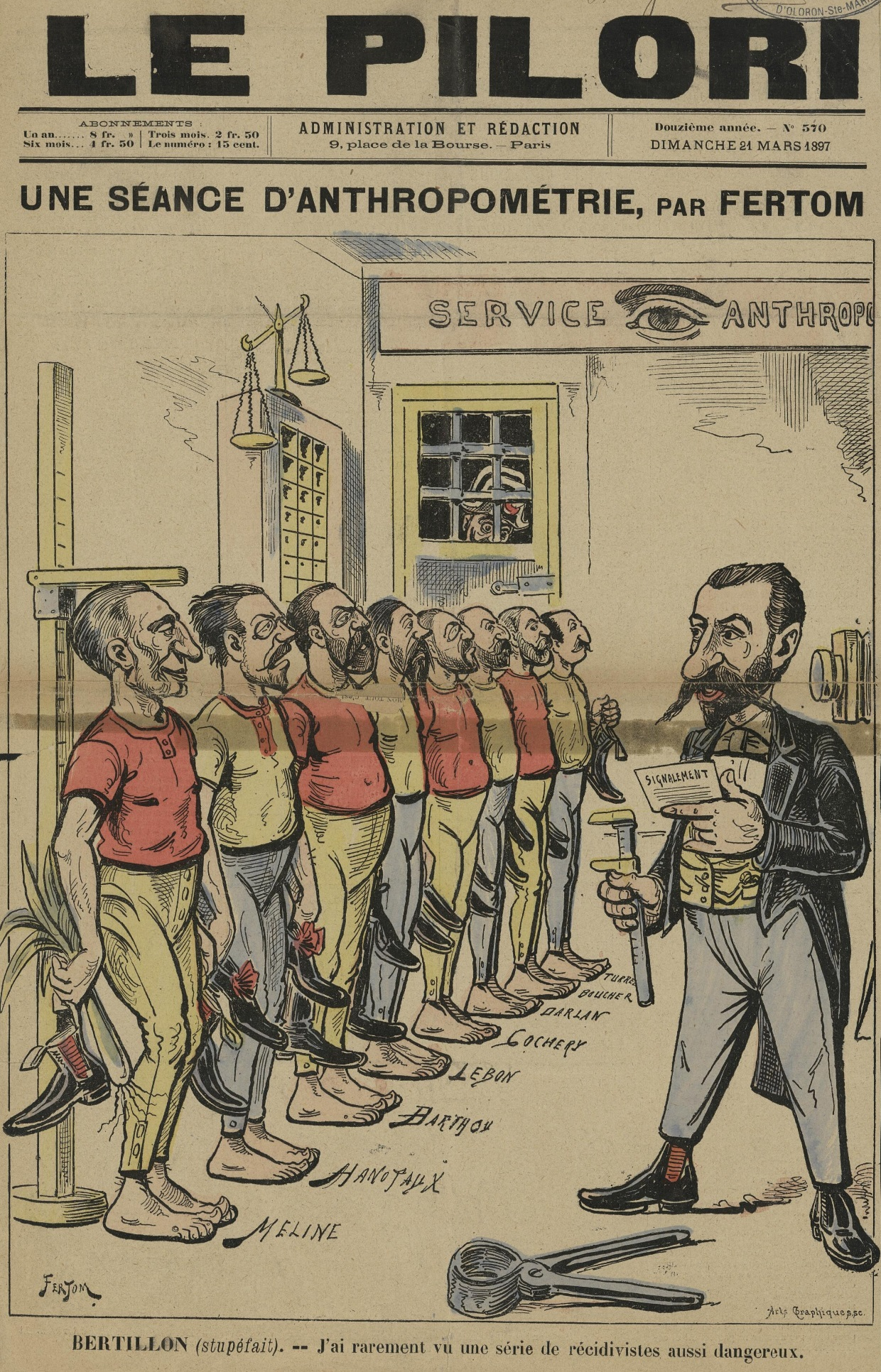
Каррикатура на Бертильона и его методику

Бертильонаж существенно дороже и сложнее, чем дактилоскопия. Он требует очень высокой тщательности при проведении измерений. Если подверженный бертильонажу, по возрасту, продолжает расти, его данные изменяются.